# Peníscola
Peníscola (castellà: Peñíscola, oficialment Peníscola/Peñíscola) és un municipi del País Valencià situat a la comarca del Baix Maestrat. Posseïx el títol de ciutat des de l'any 1709 i té una població de 7.683 habitants (INE 2020).
D'origen antic, la zona va ser poblada per ibers ilergàvons, tot i que les cites antigues més versemblants daten del segle vi aC. Va ser així mateix un enclavament romà, musulmà i, després de la Reconquesta, cristià. Va ser durant este últim període quan va adquirir forta rellevància al món cristià en esdevindre seu pontifícia durant el Cisma d'Occident, al segle xv, durant el qual el papa Benet XIII es va establir al castell.
Tot i que l'assentament inicial era al voltant del penyal del tómbol, actualment la seua extensió abasta tot el litoral, fins al límit amb Benicarló al nord i diverses urbanitzacions a la serra d'Irta al sud i l'oest. Esta serra, declarada parc natural l'any 2002, està dividida entre el terme municipal de Peníscola i els dels municipis pròxims d'Alcalà de Xivert i Santa Magdalena de Polpís.
La mar està molt present a la seua cultura i economia, basant-se esta última en la pesca i el turisme (en especial l'hostaleria). Este últim sector econòmic ha augmentat extraordinàriament des de la segona meitat del segle xx, fins a consolidar-se actualment com una de les destinacions turístiques més freqüentades del País Valencià.

## Geografia

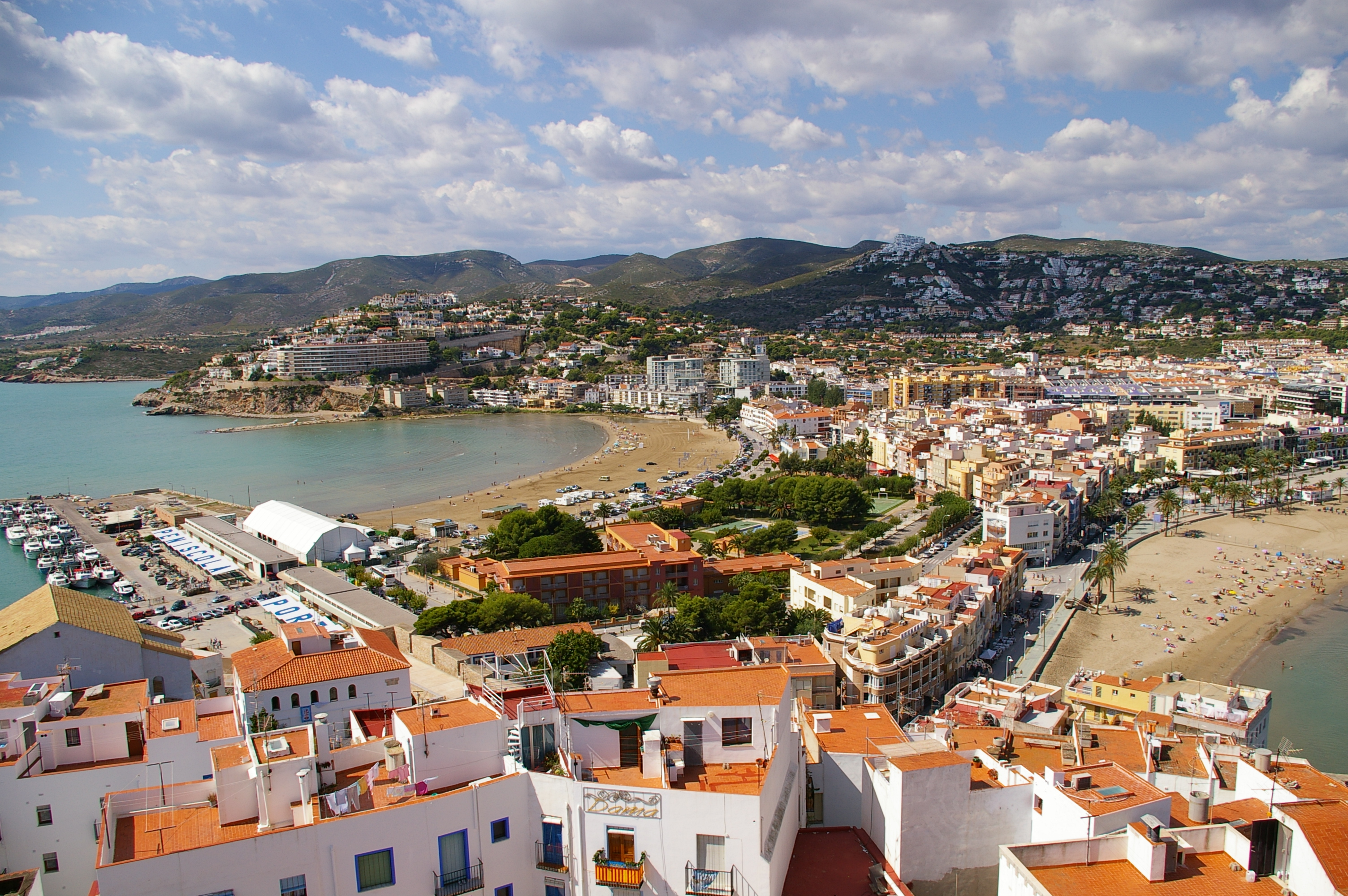
Vista general des del castell de Peníscola, amb la Platja Sud a l'esquerra i la Platja Nord a la dreta.

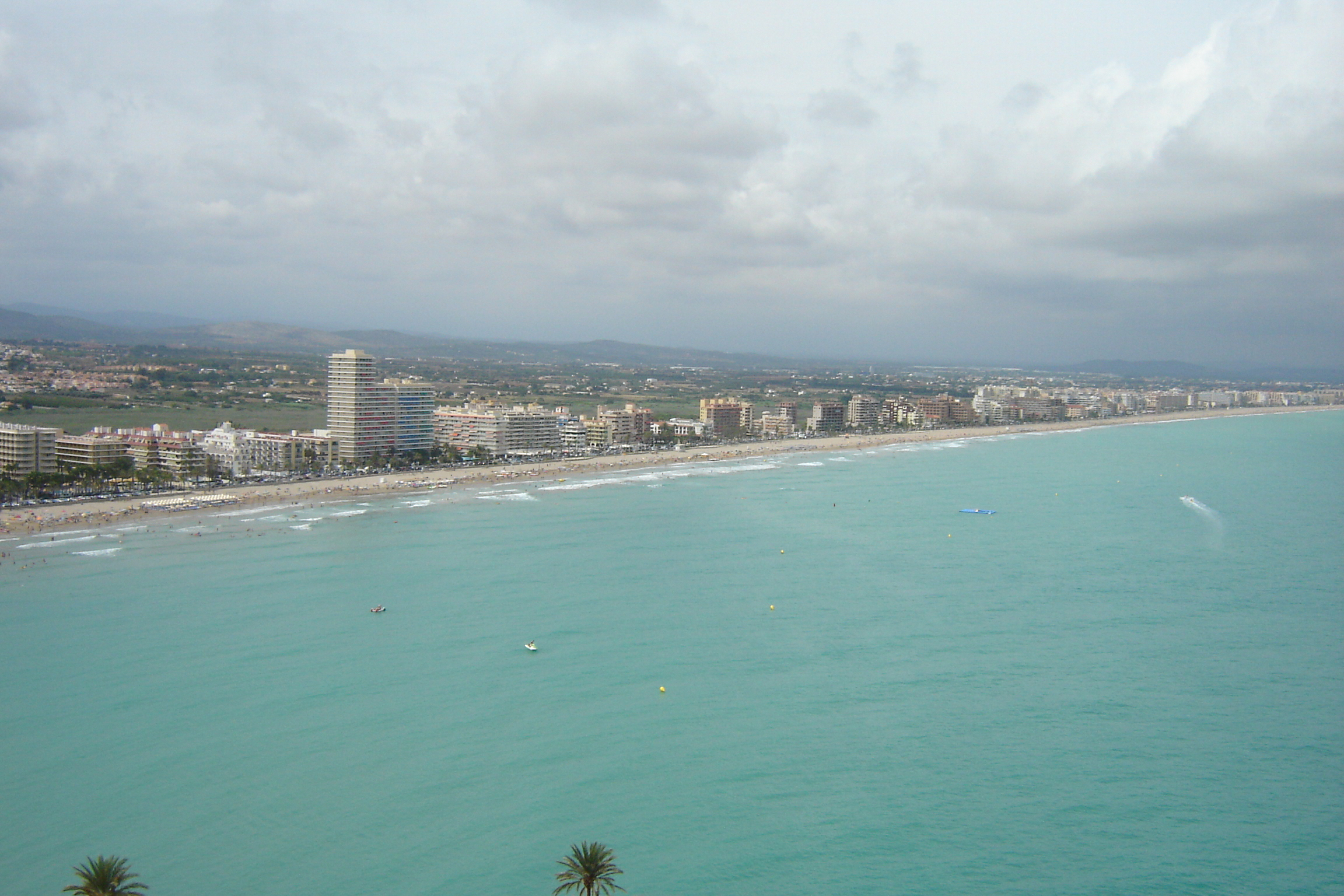
Vista des del castell de la Platja Nord i els nombrosos hotels i apartaments a primera línia de platja. Darrere, la Marjal de Peníscola.

### Orografia
El terme municipal està dividit en quatre quarts: Irta, Poatx, la Redonda i la caseria del Port Blau. El nucli original de població és en un istme, el Penyal de Peníscola, que separa l'extrem meridional de la Serra d'Irta del començament de la Plana de Vinaròs. Este penyal sempre ha estat ocupat per diferents pobladors atesa la seua importància estratègica tant per la seua facilitat per ser defensada com per disposar d'ullals d'aigua dolça a l'interior de l'actual recinte de murades. La ciutat vella, anomenada popularment lo Poble, es va construir sobre la península, el punt més alt de la qual arriba als 64 msnm, on se situa el castell templer. Esta península rocosa està unida a terra només per un istme d'arena, que dividix la costa en dos meitats diferents. Antigament, sovint l'istme s'inundava i restava anegat per l'aigua del mar, fet que deixava temporalment el poble envoltat d'aigua per tots els costats com una illa, aïllat de terra ferma. El fenomen va deixar de tindre lloc amb la construcció del port als anys vint del segle xx, el qual provocà la modificació dels corrents i amb això l'acumulació de sediments, cosa que permeté un gran augment de la superfície de l'istme i la posterior construcció d'edificis en esta llengua de terra.
Al nord del penyal hi ha una plana sedimentària, amb una platja arenosa (la Platja Nord) i originalment amb part de serradal. En esta plana quaternària hi ha afloraments d'aigua (ullals), que donen lloc a una zona pantanosa, la Marjal de Peníscola, anomenada popularment lo Prat, que anteriorment va ser una albufera i en l'actualitat és una marjal, declarada Lloc d'Interés Comunitari (LIC) i Microrreserva de flora des del 2001.
Al sud del poble hi ha l'extrem meridional de la serra d'Irta, declarada parc natural el 2002, que transcorre paral·lela a la costa i molt propera a esta, ocupant les dos terceres parts meridionals del terme municipal, el qual és d'un total de 81 km². La serra acaba en contraforts rocosos i penya-segats, com el de la Torre Badum, tot i que també en algunes cales de cudols (com la Cala Volante, formada a la desembocadura del Barranc del Volante) i xicotetes platges arenoses (com la del Pebret o del Russo).

### Municipis limítrofs
El terme municipal de Peníscola limita amb els de Benicarló i més enllà Vinaròs al nord, Càlig al nord-oest, Cervera del Maestrat i Santa Magdalena de Polpís a l'oest i Alcalà de Xivert i el seu nucli costaner, Alcossebre, al sud. Tots ells pertanyen a la comarca del Baix Maestrat.

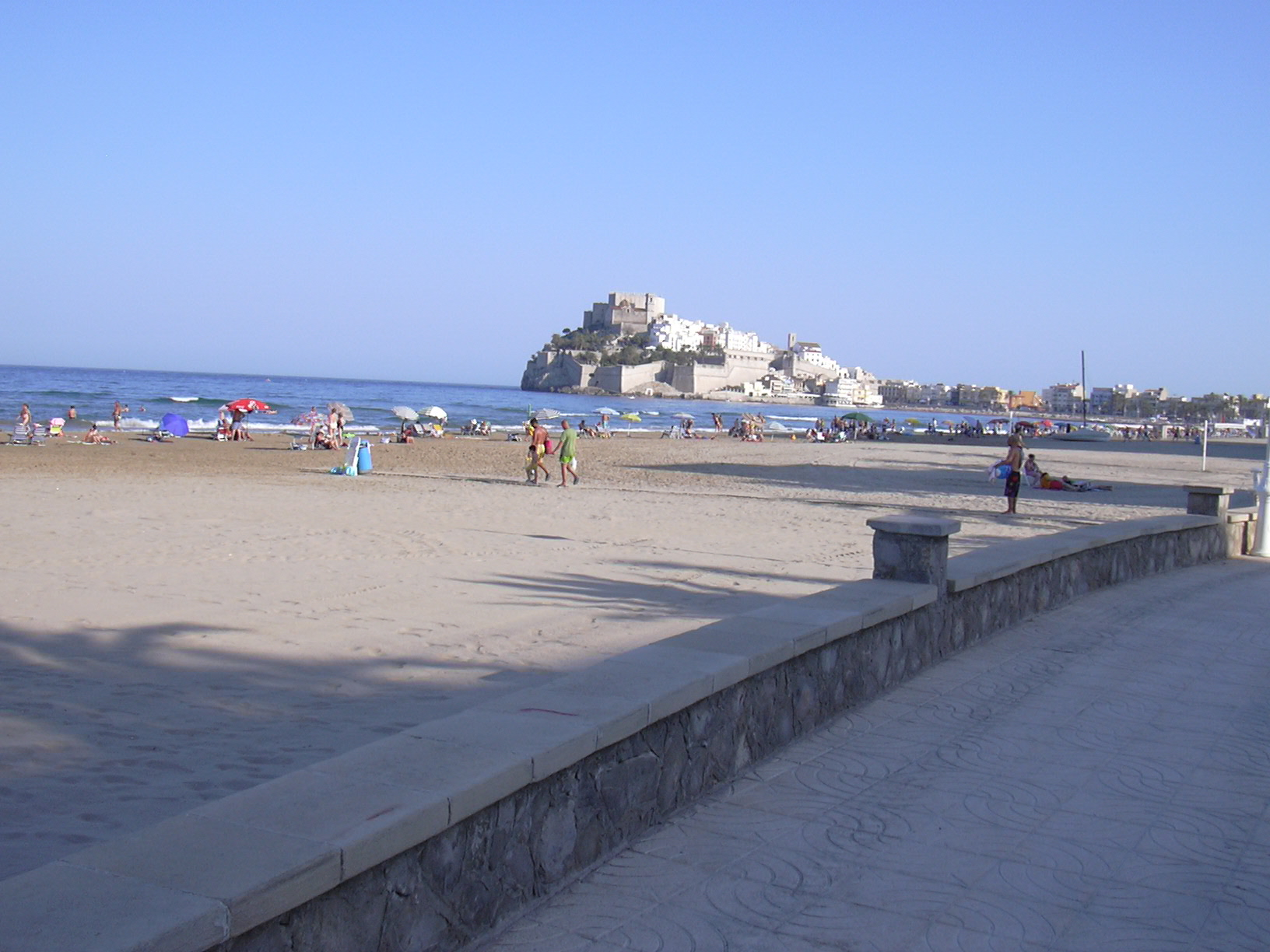
Vista de la Platja Nord, amb el castell al fons

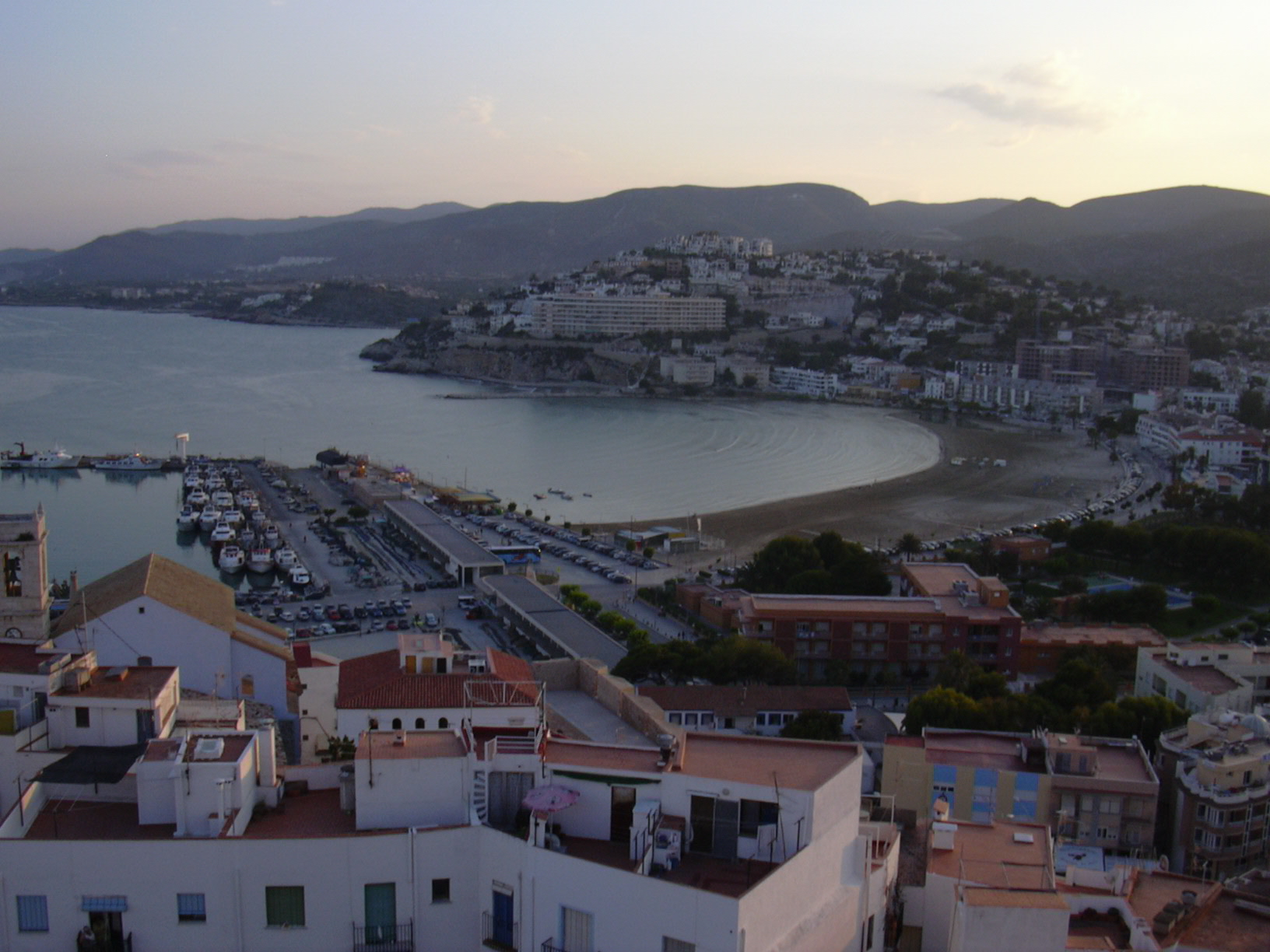
Vista de la Platja Sud des del Castell, amb la Serra d'Irta al fons

| Càlig                   | Vinaròs Benicarló |                 |
| Cervera Santa Magdalena |                   | Mar Mediterrani |
| Alcalà de Xivert        | Alcossebre        |                 |

### Platges
Dins el terme municipal de Peníscola hi ha un total de 16 platges, la majoria de les quals estan situades a les costes de la Serra d'Irta i formades per cudols i pedres. Hi ha 5 platges d'arena: la Platja Nord, la Platja Sud, la Platja de les Viudes, la Platja del Pebret i la Platja del Russo. La resta són xicotetes cales de cudols i pedres.
Les platges dins del terme municipal són les següents:
- Platja Nord
- Platja Sud
- Platja de les Viudes
- Cala del Moro
- Cala de Santa Llúcia
- Cala de Puerto Azul
- Cala d'Ordi
- Cala de l'Aljub
- Cala del Volant
- Cala de la Badum
- Platja del Russo
- Platja del Pebret
- Platja d'Irta
- Cala de la Basseta
- Platja de Torrenova
- Cala de l'Argilaga

## Clima
Arran la seua localització geogràfica, el clima de Peníscola i de la comarca del Baix Maestrat és el propi dels països mediterranis, i més concretament de les condicions climatològiques típiques de la costa mediterrània valenciana, amb temperatures suaus i absència d'un hivern climàtic destacat. A l'estiu, la calor es veu atenuada a causa de la brisa marina i del vent de migjorn.
Amb una mitjana de més de 300 dies de sol a l'any, les temperatures mitjanes solen oscil·lar entre els 22 °C i els 25 °C en l'estiu, mentres que a l'hivern la temperatura mitjana ronda els 10 °C. El volum de precipitacions pot variar molt d'un any a l'altre, tot i que habitualment mantenen un nivell de 1.000 mm a l'any, sent característiques les sequeres estiuenques i concentrant-se la major part de les pluges en els mesos de maig i novembre, a la primavera i la tardor.

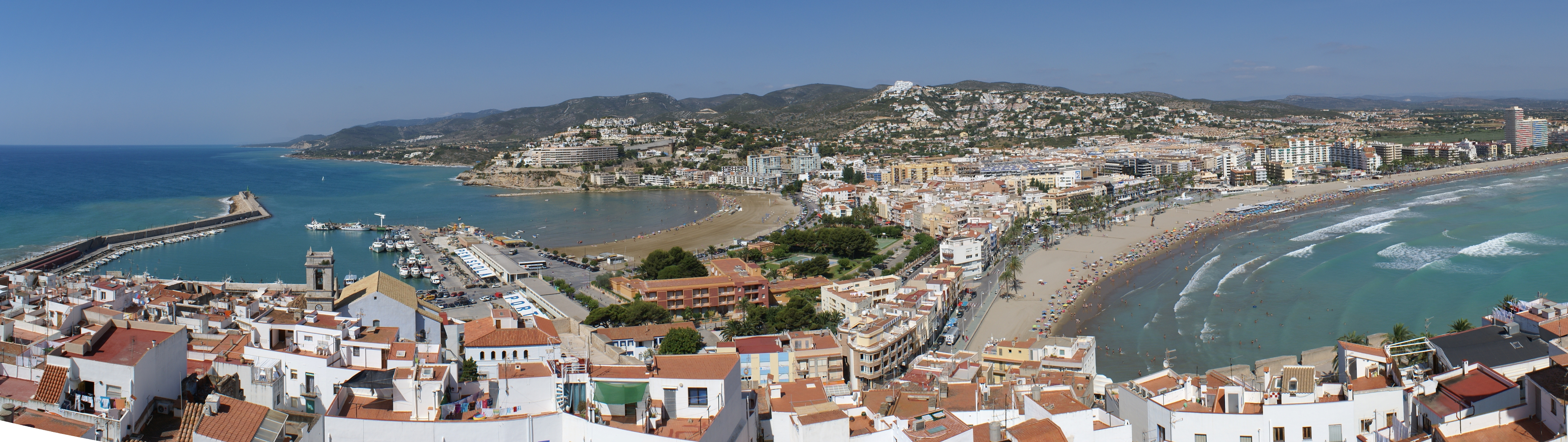
Vista panoràmica des del Penyal de Peníscola, que dividix la costa en dues parts. A la part esquerra de l'istme, la Platja Sud i el port pesquer, a
la dreta la Platja Nord i la Marjal. Al davant, les muntanyes més septentrionals de la serra d'Irta

| Temp °C | 10 | 10 | 13 | 15 | 18 | 23 | 25 | 25 | 22 | 19 | 14 | 11 |

| Prec mm | 34 | 63 | 39 | 73 | 105 | 13 | 12 | 53 | 54 | 46 | 111 | 28 |

## Història

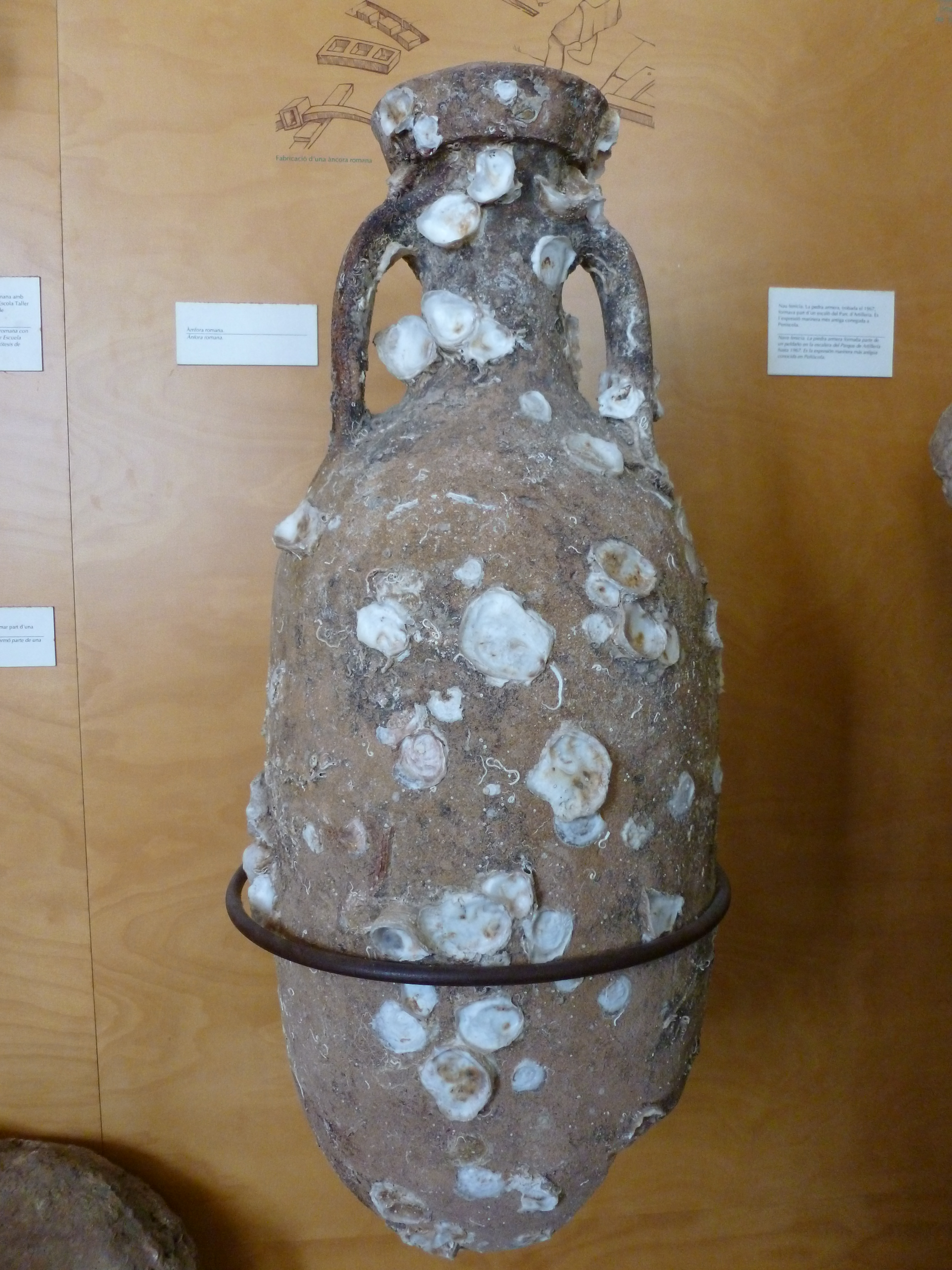
Àmfora romana trobada a Peníscola, exposada al Museu de la Mar

### Edat antiga
Són abundants els vestigis arqueològics trobats a la rodalia del tómbol rocós, com restes de vaixells, àmfores, entre d'altres, així com en els poblats del Poaig i els Barrancs, que confirmen el poblament de la zona per ibers (ilergàvons), així com la relació d'estos amb mercaders fenicis, grecs i posteriorment cartaginesos i romans.
En general, la historiografia moderna coincidix a identificar Peníscola amb la Querronès (Χερρόνησος, Cherrhónēsos) que Estrabó (segle i aC) localitza entre Sagunt i el riu Ebre. En grec, χερρόνησος significa 'península', i Peníscola és el sol punt de la costa d'aital condició. Posteriorment, l'arqueologia, gràcies a unes troballes datables dels segles ii i i aC, ha confirmat que davall del tómbol de Peníscola es localitzà una població iberoromana d'extensió i característiques desconegudes però que permet que siga identificada amb la població esmentada d'Estrabó.
Peníscola, doncs, possiblement va ser port romà, a través del qual desembarcaven productes manufacturats (ceràmica, teles, armes, entre altres) que els colonitzadors intercanviaven per oli i vi que els pobles indígenes cultivaven a les serralades litorals. A la rodalia del penyal s'han fet abundants troballes d'àmfores. Els romans prengueren el nom grec de Querronès i, per simple traducció, el convertiren en Paeninsula, per bé que este topònim no està documentat.

### Edat mitjana
Des de pràcticament el principi de la invasió musulmana de la península Ibèrica (any 718), fins a l'any 1233, Peníscola va pertànyer al domini islàmic. Malgrat açò, no es coneixen molts aspectes d'esta època. Dins del món àrab, els geògrafs l'anomenaren Baniskula, descrivint-la com a castell i poblat inexpugnables enfront de la mar, amb diverses alqueries (com la de Beni-Gazlum -Benicarló-, Beni-Aròs -Vinaròs-, Irta, etc.), abundància d'aigües i importants salines. Durant dècades marca la frontera amb la cristiandat i el Principat de Catalunya, i des de la fortalesa es realitzen incursions pirates al litoral català.
Peníscola és el bressol d'importants personatges del regne musulmà de València, com el Rei Llop (Muhàmmad ibn Mardanix, Peníscola 1124 - Múrcia, març de 1172), que va arribarar a establir un regne a la zona de Balànsiya i Mursiyya, sent l'última dinastia reial musulmana fins a l'arribada de Jaume I. Un altre peniscolà rellevant, també relacionat amb el rei Conqueridor, va ser el poeta Alí Albatà, que va iniciar les negociacions de la rendició de València, a Russafa.
En la seua empresa de conquerir el regne musulmà que ocupava les terres valencianes, Jaume I va intentar conquerir Peníscola en un primer atac, el 1225, sense èxit, continuant així la llegenda de castell inexpugnable. No seria conquerida fins al 1233, després de la conquesta de Mallorca i de la caiguda de Borriana, que la va deixar aïllada de la resta de territoris musulmans. La capitulació va consistir en una rendició pacífica, amb pactes que garantien les lleis i costums sarraïnes. Record d'esta època és la denominació d'una partida del terme, a pocs quilòmetres del nucli urbà, on se suposa que va establir el rei el seu campament, i hui dia anomenada "L'acampament".

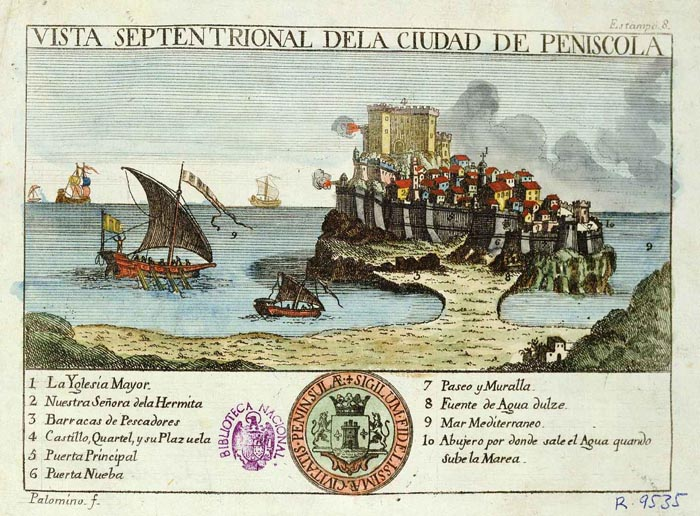
Peníscola i el seu castell en una representació idealitzada de Juan Fernando Palomino publicada a lAtlante español o Descripción general de todo el reyno de España el 1786.

Se li va atorgar la carta de poblament en l'any 1251. En 1294 va passar a pertànyer a l'Orde del Temple, que va construir l'actual castell, i posteriorment en 1319 va passar als dominis de l'Orde de Montesa.
Durant el Cisma d'Occident, en l'any 1411, els cavallers de Montesa van concedir l'ús de la fortalesa a Benet XIII, més conegut com el “Papa Lluna”. Abandonat i perseguit per tots, es va refugiar al castell per a viure els seus últims anys envoltat d'alguns cardenals fidels als seus principis. Peníscola es va convertir així en Seu Pontifícia (l'única fora de Roma i Avinyó que ha existit).

### Edat moderna i contemporània
Després de l'episodi papal i el Cisma d'Occident, el domini del lloc va passar a la Corona d'Aragó. En 1522 se li va concedir el títol de «Molt Noble, Lleial i Fidelíssima» pel suport a la Corona durant la Revolta de les Germanies.
Durant la Guerra dels Nou Anys (1688-1697) va ser amenaçada per l'estol de Jean II d'Estrées, i durant la Guerra de Successió Espanyola va romandre fidel al bàndol botifler, partidari de Felip V d'Espanya, gràcies a la tenacitat del governador Sancho de Echevarría, fet que li va reportar el títol honorífic de Ciutat en 1709. En la Guerra del Francés patí un ferotge bombardeig per part de les tropes espanyoles, comandades pel general Elío, que assetjaven les forces napoleòniques acantonades dins de la ciutat i el castell.

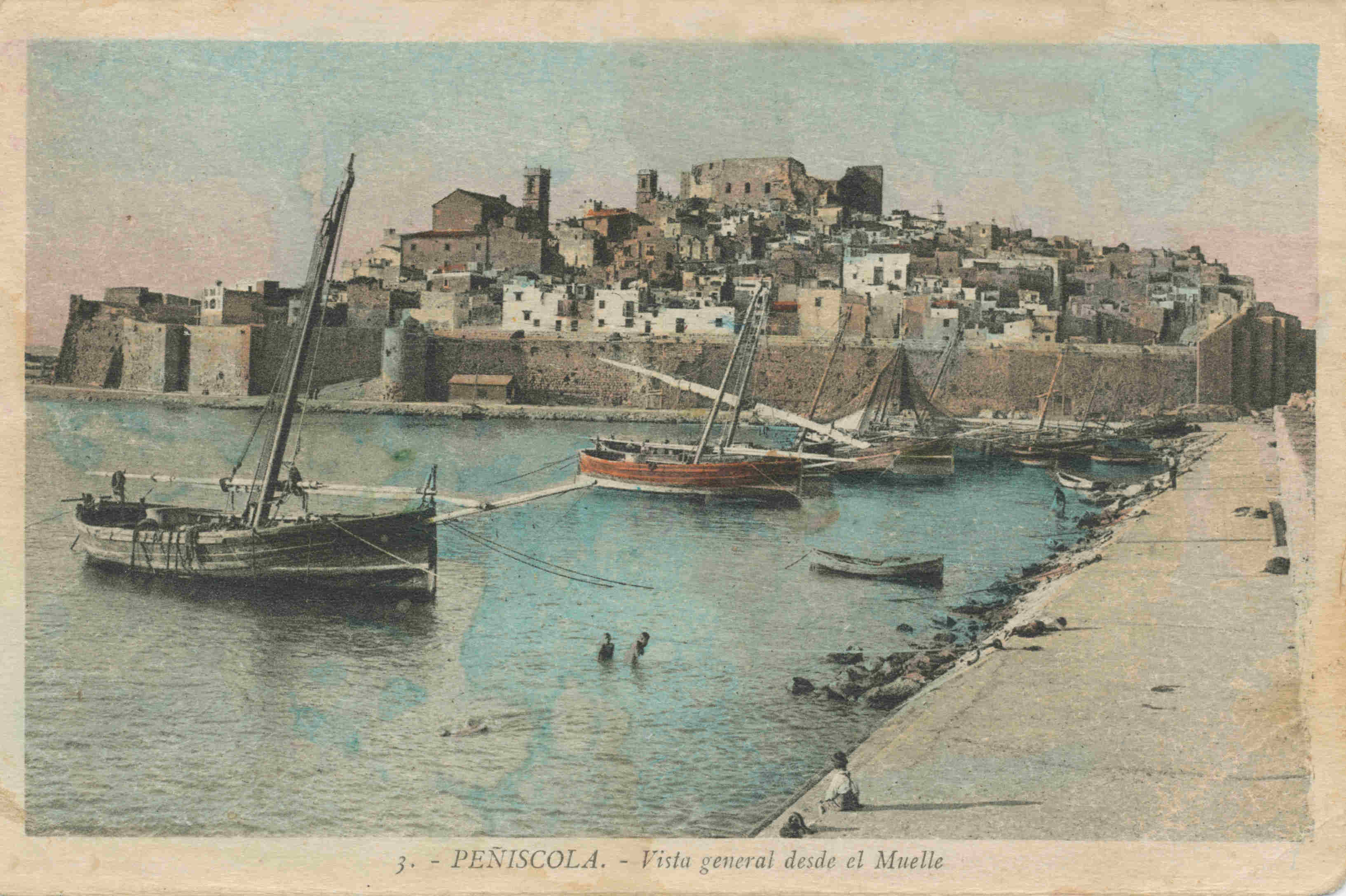
El Port de Peníscola l'any 1930.

El 1911, el 31 de gener, es va produir un esgarrifós temporal de mar, d'una intensitat inusitada, que va posar fi a la vida de 37 dels mariners de la flota de pesca de Peníscola. La raó de l'elevada mortalitat cal buscar-la en el fet que el mal temps va començar cap al migdia, quan les barques ja estaven faenant en alta mar, i no van poder tornar a casa. Esta tempesta va durar quatre dies, i va causar nombrosos danys en tota la costa mediterrània. Este fet fa acabar de convéncer les autoritats de la necessitat de construir el port pesquer, que fins a la data no existia, que va acabar construint-se onze anys després, el 1922.

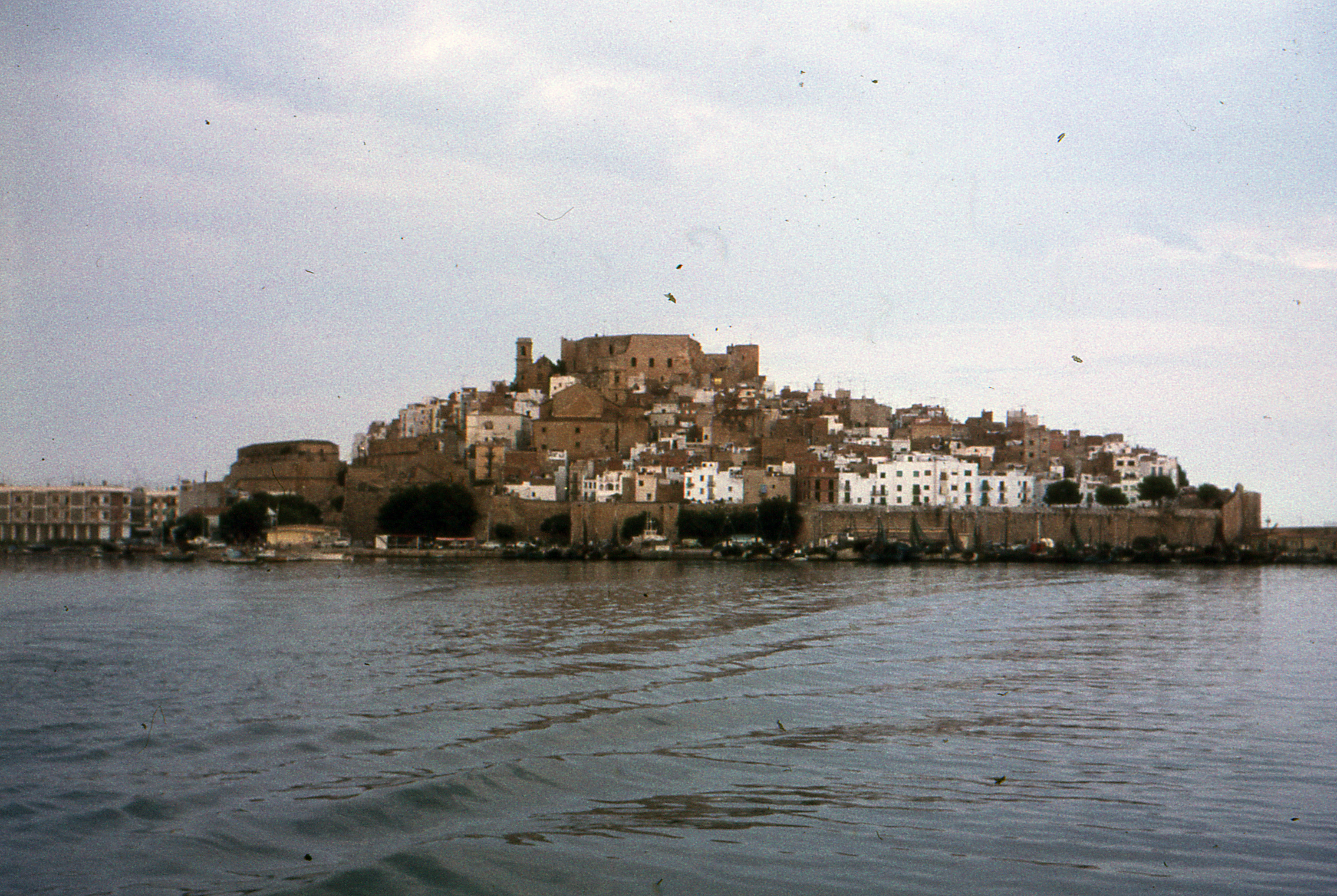
Vista de la ciutat vella, les muralles i el port l'any 1969.

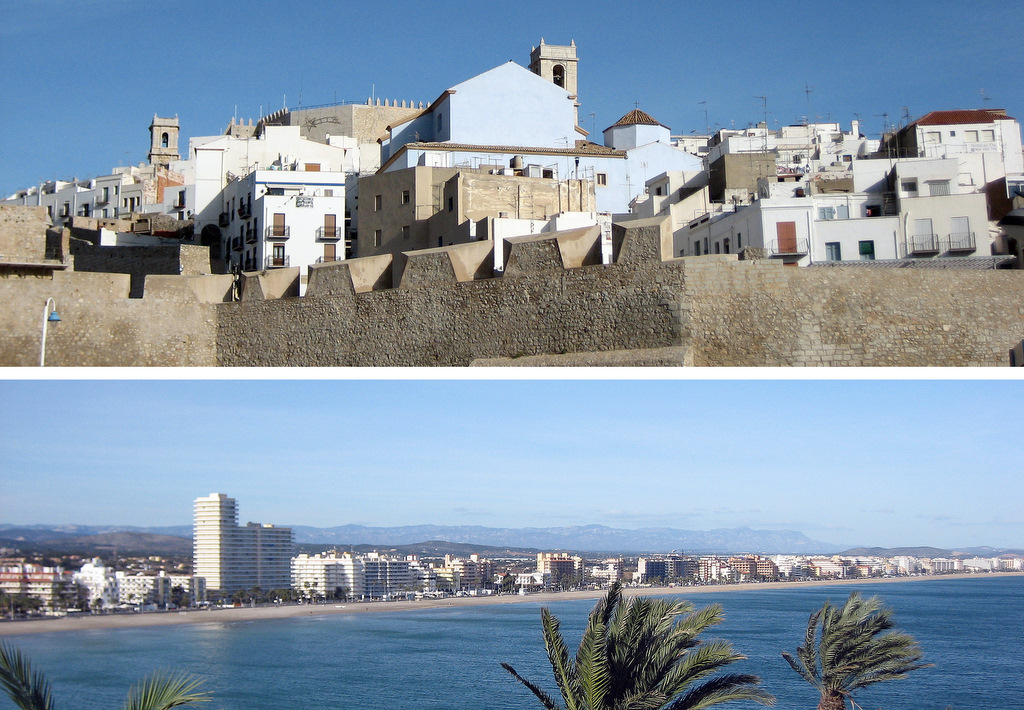
Vista panoràmica de la part antiga de Peníscola, amb les muralles i l'Església de Santa Maria en primer pla, i el Castell al fons. En la fotografia inferior, vista panoràmica de la part nova de la ciutat, amb la Platja Nord i la línia d'establiments hotelers.

En el període de la Guerra Civil, la població va restar en domini republicà i va sofrir diversos atacs de l'exèrcit sublevat, entre els quals cal destacar el bombardeig de Peníscola per part de l'aviació legionària italiana, comandada per Bruno Mussolini —fill del dictador italià Benito Mussolini— el 20 d'octubre de 1937. El principal bombardeig de Peníscola durant la Guerra Civil va tindre lloc el 20 d'octubre de 1937. Des del cop d'estat del 18 de juliol de 1936 la població va restar en domini republicà i va sofrir diversos atacs de l'exèrcit sublevat. El més mortífer va ser el del 20 d'octubre de 1937, quan cinc avions de l'aviació legionària italiana, comandada per Bruno Mussolini (fill del dictador italià Benito Mussolini) va bombardejar Peníscola i el seu port. L'atac va afectar també a una torre del castell de Peníscola, que va quedar en estat ruïnós i hagué de ser reconstruïda durant els anys 70. El bombardeig formava part d'una sèrie d'atacs contra diverses ciutats costaneres valencianes, que tingueren lloc entre l'1 i el 20 d'octubre de 1937 i estaven liderats pel feixista Bruno Mussolini. Un grup d'avions trimotors Savoia-Marchetti SM.79 comandats pel feixista Bruno Mussolini, que tenia 19 anys, van realitzar cinc incursions aèries sobre València, Alacant, Dénia i finalment Peníscola, llançant fins a 5.250 kg de bombes. Els bombardejos van tindre com a resultat l'assassinat de mig centenar de persones i vora 100 ferits.
Un any abans del final de la guerra, va ser ocupada pel Cos d'Exèrcit de Galícia, comandat pel general Aranda i la IV Divisió de Navarra, el 19 d'abril de 1938. Durant la postguerra, des del 1938 fins a la fi dels anys cinquanta, tot i que va tindre greus conseqüències a la ciutat igual que a la resta de l'estat, el seu record es va vore ràpidament substituït. Només queda en la memòria col·lectiva una sensació de patiments i de fams d'on només es recorda la filmació de pel·lícules com "Calabuch" primer i "El Cid" després, que van crear llocs de treball durant el seu rodatge i van ajudar a difondre la imatge de la ciutat arreu del món. Posteriorment, l'arribada del turisme cap als anys 60 va marcar un punt d'inflexió i va representar una injecció econòmica i un increment de població sense precedents.
El municipi ha patit, al llarg del segle xx, una forta transformació econòmica, en passar del sector primari (agricultura i pesca) al terciari (turisme). La trama urbana, acotada antigament per les murades, a causa de l'increment de població fruit del creixent turisme, es va estendre durant la segona meitat del segle xx per la part continental de manera desordenada. Popularment la part murada s'anomenava «lo poble» i la resta de manera genèrica «allà fora». S'ha urbanitzat la línia litoral fins a Benicarló, els voltants de la desembocadura del Prat o Marjal de Peníscola, els vessants de les muntanyes més pròximes al poble i la plana litoral sud dels Pitxells. Així mateix, es van emprendre diverses obres públiques de considerable importància a fi de transformar Peníscola en una ciutat turística i atraure visitants: la construcció del passeig marítim, l'ampliació del port, el condicionament de les platges Nord i Sud i la reforma i restauració d'antics edificis, com el mateix castell o les muralles.

### Actualitat
En l'actualitat el sector turístic representa el principal motor econòmic de la ciutat, i suposa una transformació permanent d'esta. Amb la consolidació de Peníscola com un dels destins turístics més destacats i reconeguts del País Valencià i de la costa mediterrània, esta activitat va començar a presentar alguns conflictes amb el medi ambient i el patrimoni cultural.
Així, des de l'arribada del turisme ha tingut lloc un procés d'ocupació massiva del territori del terme municipal, tant al sud com al nord del nucli històric. Al nord s'han construït nombrosos hotels, aparthotels i finques d'apartaments en línia paral·lela a la costa, arribant a connectar amb el municipi de Benicarló; mentres que al sud es va entrar en conflicte amb el Parc Natural de la serra d'Irta, una de les darreres zones de la costa valenciana lliure de carreteres i apartaments, tot i que en la seua zona més pròxima a la ciutat s'han construït diverses urbanitzacions, com ara la Finca del Moro, Font Nova o El Mirador de las Islas.

## Política i govern

### Eleccions post-constitució

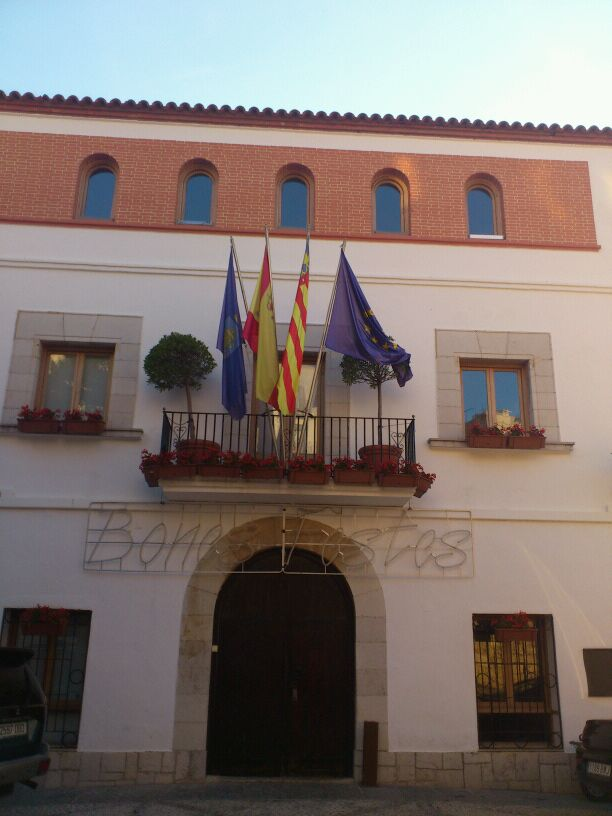
Edifici de l'Ajuntament de Peníscola.

Des de la restauració de la democràcia amb la Constitució espanyola de 1978, l'alcaldia ha estat ostentada per diversos grups polítics de diferent ideologia. El primer alcalde en promulgar-se la Constitució va ser Ramón Rovira Pauner, que es va presentar a les eleccions municipals amb un grup independent i va governar entre 1979 i 1983.
En les Eleccions municipals de 1983 va guanyar el candidat del Partit Socialista del País Valencià, Rafael Serrat Biosca, que va revalidar el seu càrrec en les següents eleccions de 1987, i governà un total de dos legislatures entre 1983 i 1991.
En les eleccions municipals de 1991 van donar per guanyador per primera vegada el candidat del Partit Popular, que obtingué 5 regidors, mentres que el CDS en tragué 3, el PSPV 2 i els Independents 1. Així, el candidat del PP Ricardo Albiol Martín va governar entre 1991 i 1995.
En les següents eleccions, les de 1995, va guanyar el Partit Socialista del País Valencià, tot i que el repartiment de regidors deixava els socialistes en minoria, de manera que el PSPV sumava 5 regidors, el PP 3, UV 2 i una agrupació independent 1. Així, es va arribar a un pacte de govern entre estos tres últims que es van repartir l'alcaldia entre els quatre anys de legislatura, en la qual governà primer Constantino Simó Martínez del PP, després Carlos Caspe Gracia d'UV i finalment l'independent Ramón Rovira Pauner, el qual ja havia sigut alcalde entre 1979 i 1983.
En les eleccions municipals de 1999 va tornar a guanyar el PSPV, tot i que de nou el repartiment de regidors els deixava en minoria, amb 4 regidors socialistes, 3 del PP, 3 d'Independents per Peníscola i 1 d'UV. Així, es va arribar a un acord entre el PP i IDP pel qual es van repartir l'alcaldia durant la legislatura, de manera que primer fon alcalde Rafael Serrat Biosca d'IDP (qui ja ho havia sigut entre 1983 i 1991 amb el PSPV) i després Andrés Martínez Castellà, del PP.
Posteriorment, en les eleccions de 2003 va guanyar per segona vegada el candidat del PP, en este cas Andrés Martínez Castellà, amb una àmplia majoria, ja que el PP obtingué 8 regidors, 3 el PSPV, 1 Unió i 1 el BLOC, que entrava per primera vegada en la història al consistori.
En les eleccions municipals de 2007, amb una majoria més àmplia que l'anterior, obtingué el PP 9 regidors, 2 regidors l'agrupació d'electors Cambio y Progreso, 1 regidor el PSPV i 1 regidor el BLOC. 4 anys més tard, el PP va revalidar la majoria absoluta en les eleccions municipals de 2011, també amb 9 regidors. La segona força fou el PSPV amb 3 regidors i la tercera EUPV amb 1 regidor. Així, l'actual alcalde Andrés Martínez Castellà del PP, que va tornar a guanyar les eleccions municipals de 2015 i és alcalde des de 2003.
| Període                       | Alcalde o alcaldessa                                              | Partit polític | Data de possessió                | Observacions         |
| ----------------------------- | ----------------------------------------------------------------- | -------------- | -------------------------------- | -------------------- |
| 1979–1983                     | Ramón Rovira Pauner                                               | CIP            | 19/04/1979                       | --                   |
| 1983–1987                     | Rafael Serrat Biosca                                              | PSPV-PSOE      | 28/05/1983                       | --                   |
| 1987–1991                     | Rafael Serrat Biosca                                              | PSPV-PSOE      | 30/06/1987                       | --                   |
| 1991–1995                     | Ricardo Albiol Martín                                             | PP             | 15/06/1991                       | --                   |
| 1995–1999                     | Constantino Simó Martínez Carlos Caspe Gracia Ramón Rovira Pauner | PP UV ADP      | 17/06/1995 30/12/1998 24/05/1999 | Dimissió/renúncia -- |
| 1999–2003                     | Rafael Serrat Biosca Andrés Martínez Castellà                     | IP PP          | 03/07/1999 30/04/2002            | Pacte de govern --   |
| 2003–2007                     | Andrés Martínez Castellà                                          | PP             | 14/06/2003                       | --                   |
| 2007–2011                     | Andrés Martínez Castellà                                          | PP             | 16/06/2007                       | --                   |
| 2011–2015                     | Andrés Martínez Castellà                                          | PP             | 11/06/2011                       | --                   |
| 2015–2019                     | Andrés Martínez Castellà                                          | PP             | 13/06/2015                       | --                   |
| 2019-2023                     | Andrés Martínez Castellà                                          | PP             | 15/06/2019                       | --                   |
| Des de 2023                   | Andrés Martínez Castellà                                          | PP             | 17/06/2023                       | --                   |
| Fonts: Generalitat Valenciana |                                                                   |                |                                  |                      |

### Eleccions municipals de 2019
El Ple de l'Ajuntament està format per 13 regidors. En les eleccions municipals de 26 de maig de 2019 foren elegits 7 regidors de Partit Popular (PP), 3 del Partit Socialista del País Valencià (PSPV-PSOE), 2 de Compromís per Peníscola (Compromís) i 1 de Ciutadans - Partit de la Ciutadania (Cs).
| Eleccions municipals de 26 de maig de 2019 - Peníscola                                                                         |                                          |                                     |                                     |        |          |          |
| Candidatura | Candidatura                              | Candidatura                         | Cap de llista                       | Vots   | Vots     | Regidors |
| | Partit Popular                           |                                     | Andrés Martínez Castellà            | 1.561  | 45,09%   | 7 ()     |
| | Partit Socialista del País Valencià-PSOE |                                     | Isabel Esbrí Navarro                | 727    | 21,00%   | 3 (+1)   |
| | Compromís per Peníscola                  |                                     | Juan Marcos Bayarri Castell         | 629    | 18,17%   | 2 (+2)   |
| | Ciutadans - Partit de la Ciutadania      |                                     | Javier Mateu Borràs                 | 217    | 6,27%    | 1 ()     |
| | Altres candidatures                      |                                     |                                     | 303    | 8,75%    | 0 ( -3)  |
| | Vots en blanc                            |                                     |                                     | 25     | 0,72%    |          |
| Total vots vàlids i regidors                                                                                                   | Total vots vàlids i regidors             | Total vots vàlids i regidors        | Total vots vàlids i regidors        | 3.462  | 100 %    | 13       |
| | Vots nuls                                | Vots nuls                           | Vots nuls                           | 53     | 1,51%    |          |
| Participació (vots vàlids més nuls)                                                                                            | Participació (vots vàlids més nuls)      | Participació (vots vàlids més nuls) | Participació (vots vàlids més nuls) | 3.515  | 69,67%** |          |
| Abstenció | Abstenció                                | Abstenció                           | Abstenció                           | 1.529* | 30,33%** |          |
| Total cens electoral | Total cens electoral                     | Total cens electoral                | Total cens electoral                | 5.044* | 100 %**  |          |
| Alcalde: Andrés Martínez Castellà (PP) (15/06/2019) Per majoria absoluta dels vots dels regidors (7 vots de PP)                |                                          |                                     |                                     |        |          |          |
| Fonts: JEC, JEZ Vinaròs, M. Interior, Periòdic Ara. (* No són vots sinó electors. ** Percentatge respecte del cens electoral.) |                                          |                                     |                                     |        |          |          |

### Agrupacions polítiques
La corporació municipal de l'Ajuntament de Peníscola està constituïda per tretze regidors, incloent-hi l'alcalde, que representen quatre forces polítiques, que en l'actualitat són el Partit Popular, el Partit Socialista del País Valencià, Compromís i Ciudadanos. Tots ells constituïxen el Ple Municipal.
En l'activitat municipal de l'Ajuntament de Peníscola participen en l'actualitat diverses agrupacions polítiques. Els grups polítics municipals representats actualment o que han sigut representats són els següents:
- Partit Popular (PP): És el grup majoritari que governa amb majoria absoluta en l'Ajuntament de Peníscola sota la presidència de l'alcalde, Andrés Martínez Castellà i set regidors.
- Partit Socialista del País Valencià (PSPV-PSOE): És un dels grups de l'oposició que participa activament en l'activitat municipal de la ciutat a través de les sessions plenàries, les Juntes de Portaveus i les sessions informatives. El PSPV-PSOE està representat a Peníscola per tres regidors i Isabel Esbrí és la seva portaveu.
- Compromís: Actualment té dos regidors i Juan Marcos Bayarri n'és el portaveu.
- Ciudadanos: Actualment té un regidor i portaveu, Javier Mateu.
- Esquerra Unida del País Valencià (EU): Va traure representació a Peníscola en les eleccions de 2011, on va presentar una llista electoral formada per independents,[37] sent triat com a regidor Rafael Serrat Biosca, exalcalde de la ciutat entre 1983 i 1991 amb el PSPV-PSOE, i entre 1999 i 2002 amb IDP.
- Independents de Peníscola (IDP): Va ser un partit de caràcter local fundat l'any 1999, que pretenia afavorir el desenvolupament sostenible de Peníscola sense perdre l'herència cultural ni dependre d'interessos aliens a la realitat municipal. En les eleccions de 1999 va obtindre tres regidors, i el seu candidat, Rafael Serrat Biosca, gràcies a un pacte amb el PP, va tindre l'ajuntament del municipi durant tres anys i cedí el càrrec els últims tretze mesos de legislatura al PP, tal com s'havia pactat.[38] Així mateix, no va obtindre representació ni en les eleccions de 2003 i no va participar en les de 2007. Posteriorment, en les eleccions locals de 2011, el que va ser regidor i alcalde amb IDP, Rafael Serrat Biosca, es va presentar com a independent dins de la llista d'Esquerra Unida del País Valencià i fon elegit regidor.[39]
- Agrupación Democrática Peñíscolana (ADP): Partit local independent inscrit el 25 de maig de 1991, que es va presentar a les eleccions municipals de 1991 i aconseguí el 10% dels vots i un regidor (José Antonio Boix González), que va ser clau per donar l'alcaldia a Ricardo Albiol Martín (PP).

## Economia

### Agricultura i pesca

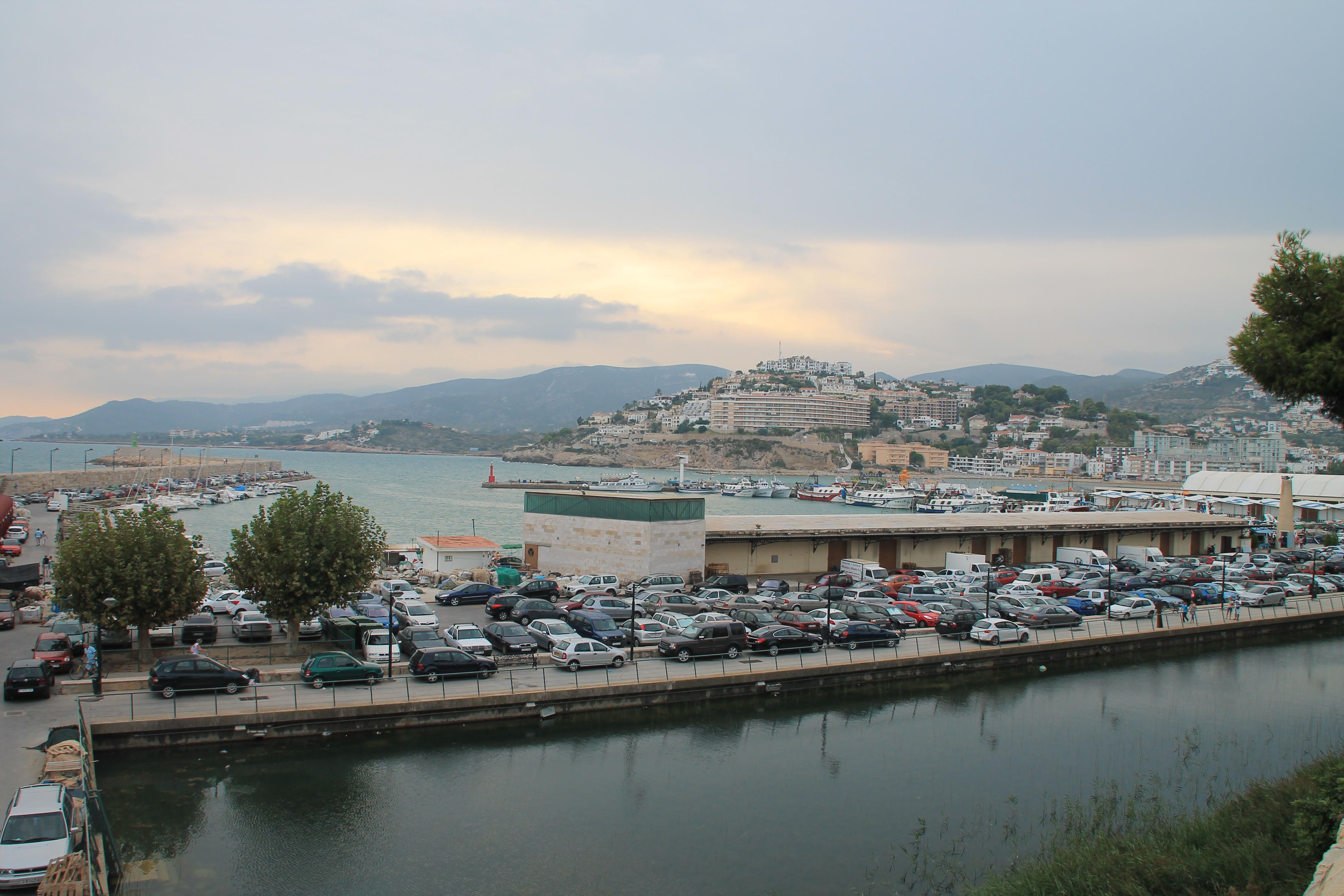
Vista del port i la llotja de peix de Peníscola. Al fons, apartaments a les muntanyes més meridionals de la Serra d'Irta.

L'agricultura (els cítrics, l'olivera i l'ametler), en menor mesura, i la pesca han sigut la base econòmica tradicional de Peníscola, però actualment i després del boom del turisme han quedat com a activitats residuals dins l'economia del municipi. Este fet és degut a l'ocupació del 50% del terme municipal per muntanya improductiva, que impossibilita el conreu de la meitat de l'extensió. Malgrat això, hi ha 700 hectàrees del terme municipal on s'ha estés el conreu de regadiu, amb una producció de cítrics i també de carxofa, per a afegir-se a la denominació d'origen "Carxofa de Benicarló", creada el 2003. Així mateix, al llarg de les 3.000 hectàrees de secà del terme municipal hi ha també camps de vinya, ametlers i cereals, però sense grans produccions agrícoles destacades. Les terres són treballades en règim d'explotació directa.
Per altra banda, la pesca, de llarga tradició a Peníscola, va adquirir una especial rellevància arran de la construcció l'any 1922 del nou port pesquer. Així, des d'aleshores va esdevindre el principal motor econòmic de la ciutat fins a l'arribada del turisme en els anys 70, quan este el va suplantar com a generador d'ocupació i dinamisme econòmic. Actualment ha adquirit un caràcter secundari en l'economia de la ciutat i necessita les subvencions al sector pesquer de la Diputació de Castelló, la Generalitat i l'Ajuntament, atorgades al llarg dels últims anys, per a subsistir sense pèrdues econòmiques i mantindre en actiu el sector a la ciutat.

### Indústria
El sector industrial és minoritari a la ciutat, de manera que la població activa industrial (el 19%) treballa en gran part a les fàbriques de Benicarló, concentrat bàsicament en el polígon industrial paral·lel a la carretera N-340, entre la sortida 46 de l'AP-7 i el camí de la Ratlla del terme amb Benicarló. Este municipi, històricament més industrialitzat que Peníscola, concentra gran part de la indústria de fabricació de mobles del País Valencià, i hi tenen seu diverses empreses multinacionals importants del sector químic. Així, la indústria ha sigut absorbida en la seua totalitat per este municipi veí, fet que, junt a altres factors, ha anat consolidant la terciarització dels sectors productius per l'increment del pes del turisme.

### Serveis

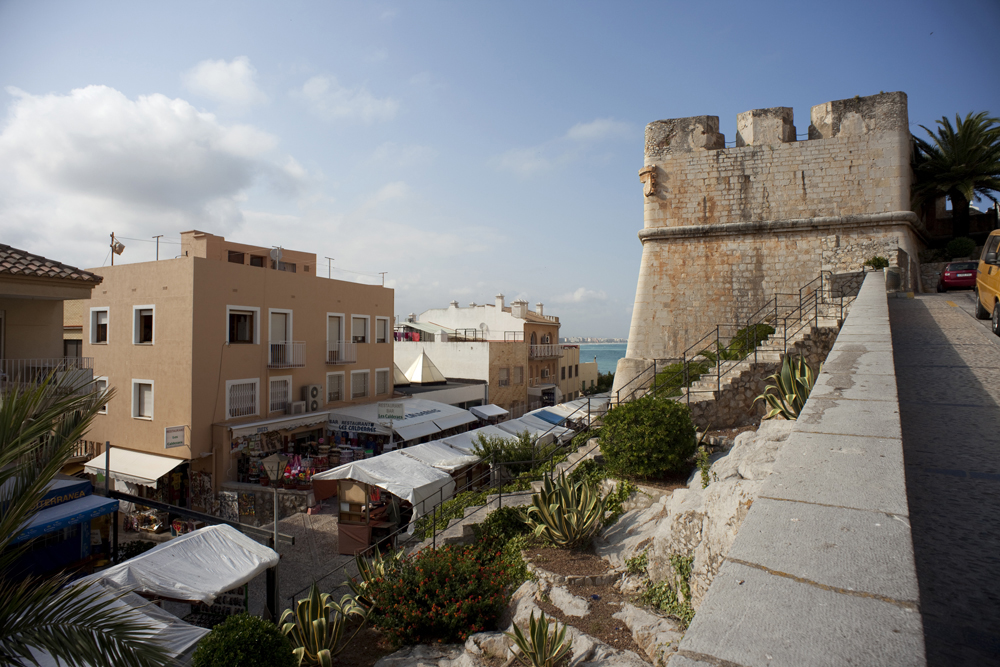
Mercat i tendes de records i estris de platja als peus de la muralla del castell

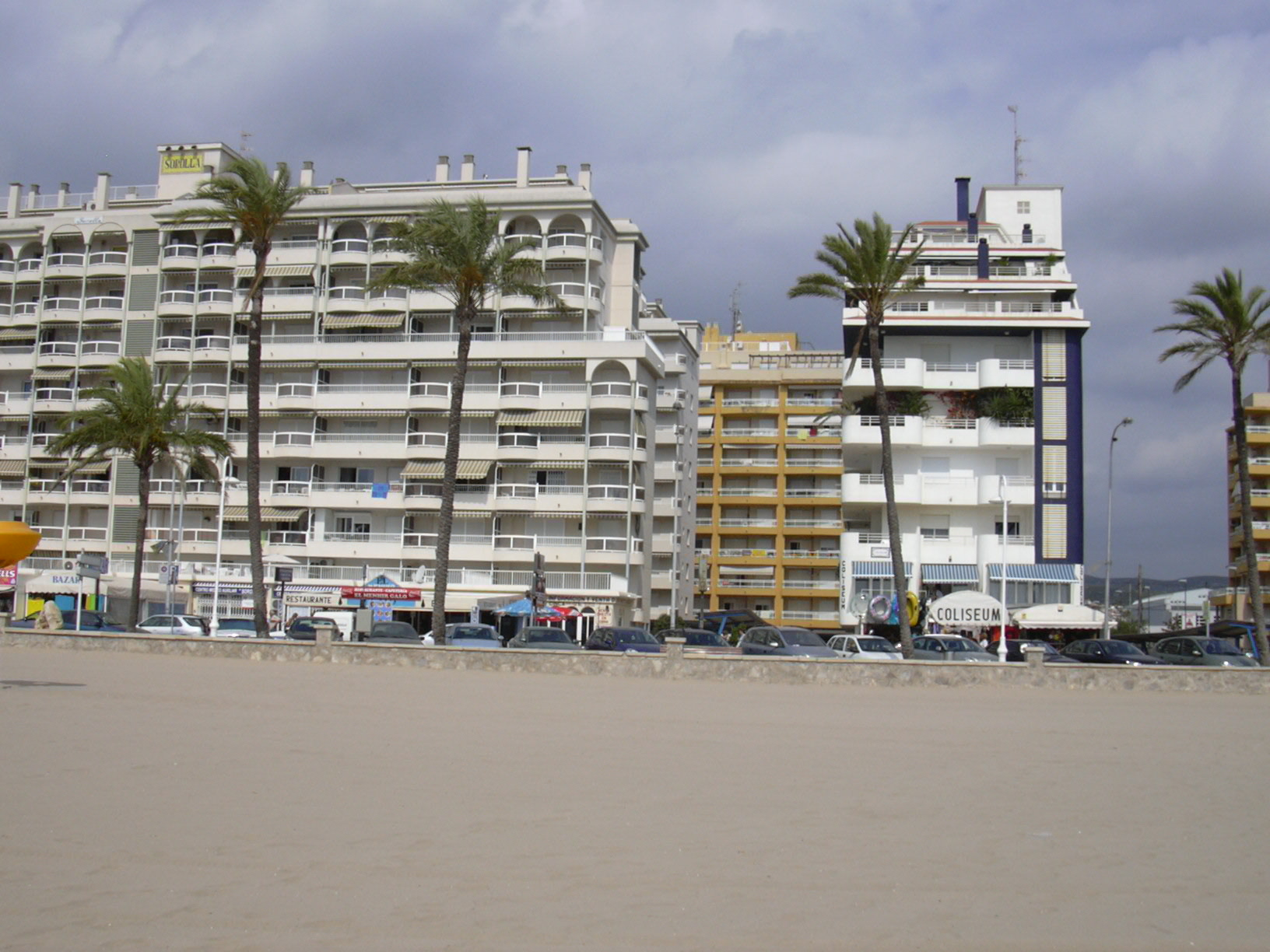
Edificis (principalment hotels i apartaments) en primera línia del mar, a la Platja Nord

El principal motor econòmic és el turisme, hegemònic en la ciutat des de mitjans dels anys 70 del segle xx. És per això que gran part del pressupost municipal és dedicat a millorar anualment les oficines de turisme i l'atenció als turistes, a fi de mantenir la qualitat en el servei. Així, actualment Peníscola s'ha consolidat com un dels destins turístics més freqüentats del País Valencià. El turisme però, també comporta inconvenients com la urbanització massiva del terme municipal duta a terme a partir de la dècada dels 80 amb la permissivitat de l'ajuntament, que va aprovar nombrosos PAI per construir urbanitzacions, hotels o camps de golf, alguns d'ells en sòl inundable o dins del parc natural de la Serra d'Irta, arribant a construir en el cim de la muntanya de Les Talaies, incomplint la llei d'Ordenació del Territori i Paisatge del País Valencià, un edifici anomenat La Perla Blanca que és visible a més de 10 quilòmetres, acció per la qual va ser obert un expedient per part de la Unió Europea al govern espanyol el 2006.

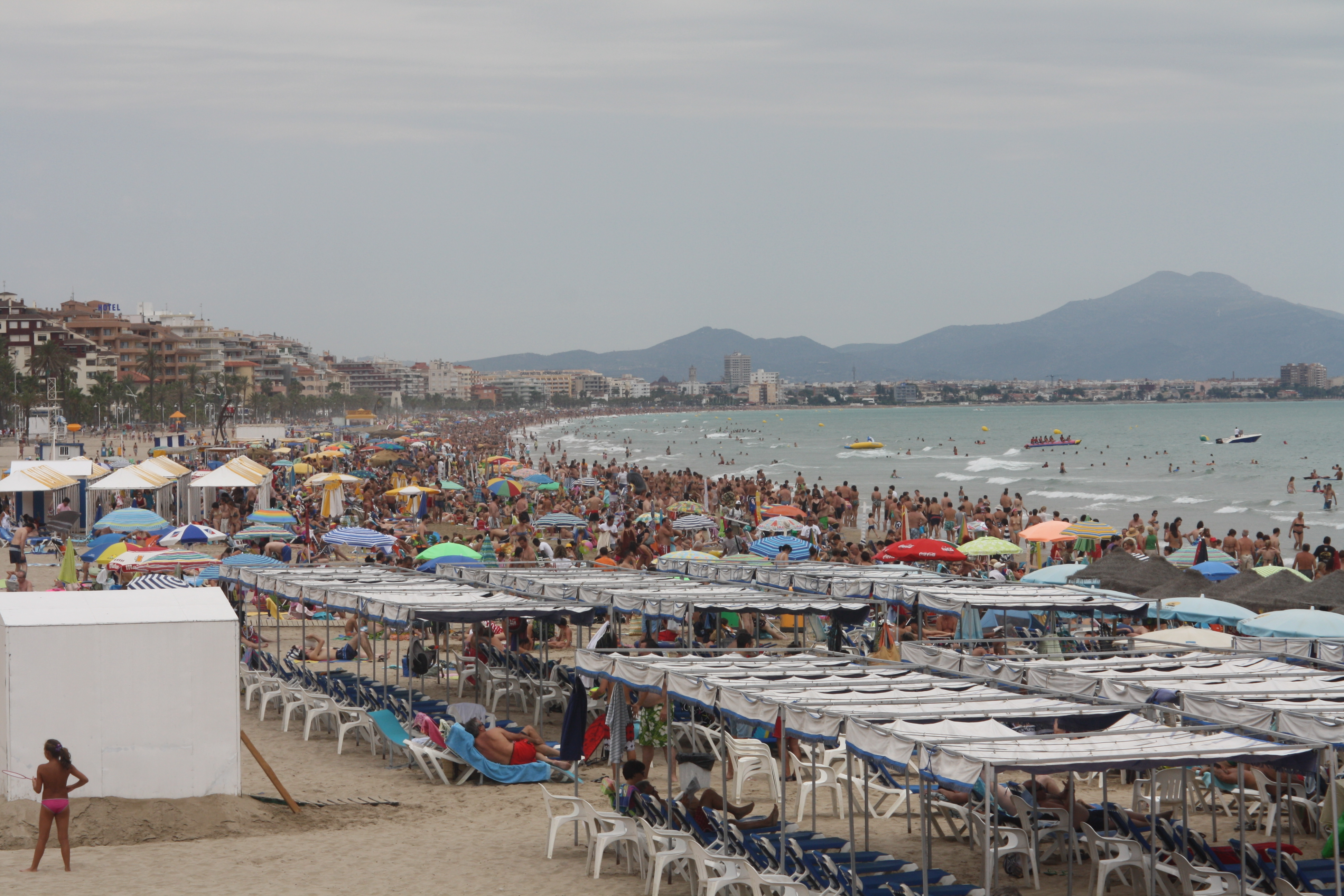
La Platja Nord, plena de turistes al mes de juliol

El gran potencial econòmic de la ciutat rau en el sector de l'hostaleria i en l'elevat nombre d'establiments hotelers, la gran majoria concentrats al llarg de l'Avinguda del Papa Luna, a la vora del mar, entre els quals destaquen alguns grans complexos com ara el Peñiscola Palace, el Servigroup Papa Luna o el Peñiscola Plaza. Així mateix, també cal destacar el gran centre resort de spa Àgora, a la Platja Sud. En total, el municipi disposa de 44 hotels i 11.000 places hoteleres, nombre superior al de la seua població total empadronada. Així, tots estos establiments hotelers són un fort focus d'ocupació, tot i que s'hi registren greus descensos dels treballadors entre els mesos d'estiu i hivern, degut a la forta estacionalització del turisme. Per altra banda, és destacable el gran nombre de locals comercials de venda de records, utensilis de platja i productes destinats als turistes, distribuïts la majoria entre el nucli antic i el passeig marítim. Tot i això, el potencial d'este sector econòmic es veu fortament minvat durant els mesos d'hivern, a causa de la forta estacionalitat del turisme. És per això que es duen a terme diverses iniciatives des del Ministeri d'Indústria, Energia i Turisme i la Generalitat Valenciana per tal de frenar este fenomen i fomentar l'activitat turística durant tot l'any.
Tota esta infraestructura hotelera, junt amb el conjunt historico-monumental, el conjunt de platges existents i la promoció des de les institucions, han fet que Peníscola es posicione com un dels destins turístics més freqüentats del País Valencià i el tercer preferit per la població espanyola, només superat per Benidorm i Salou. No obstant això, en diferents indicadors econòmics sobre turisme supera les principals destinacions turístiques de la costa mediterrània, com en la rendibilitat turística (l'ingrés mitjà per cada habitació disponible), on supera la mitjana espanyola i a destinacions com Benidorm. Este gran impacte del turisme es traduïx generalment en un augment de l'ocupació, sobretot en els mesos de temporada alta a l'estiu, on s'assolixen xifres molt reduïdes de desocupació i alguns anys quasi s'arriba a la plena ocupació al municipi. La promoció turística ha arribat diverses vegades des de la indústria cinematogràfica o televisiva. A més del rodatge de superproduccions durant els anys 50 i 60, com Calabuch o El Cid, el municipi ha servit per a rodar diverses sèries espanyoles com ara Chiringuito de Pepe. Així mateix, el 2015 es va rodar al municipi la sèrie Joc de Trons, que és vista en més de 150 països i té una audiència de vora 100 milions de persones. S'estima que la producció deixarà més de 5 milions d'euros en el municipi.

## Topònim

### Història
La ciutat rep sovint el sobrenom de la ciutat en el mar per l'enclavament de la ciutat vella i per ser el mar la font principal d'ingressos de la ciutat fins a l'últim quart del segle xx. Així mateix, ha sigut també anomenada com el Gibraltar valencià, sobretot en l'àmbit anglosaxó, per la seua orografia amb el penyal que ha dificultat històricament qualsevol conquesta del lloc.
El topònim "Peníscola" es remunta a un ètim llatí, però constituïx un cas curiós, atés que ha patit una associació etimològica que ha alterat la seua forma. Procedix de la paraula llatina Paeninsula (paene "quasi" + insula "illa"), la qual, en constituir-se la ciutat antiga en el penyal, un tómbol, al voltant del castell, envoltada d'aigua excepte per un costat, fa entendre fàcilment esta relació. El final no és gens estrany, ja que -insula va evolucionar a -isla i -iscla (per introducció de /k/ per facilitar l'articulació del llatí) i finalment a -iscola (per inclusió de la vocal -o- per influència àrab).
La forma artificial "Penyíscola" (sic), no recollida en cap normativa, és deguda a l'analogia amb penya i a la influència de la forma castellanitzada Peñíscola. Actualment, malgrat no existir este ètim i l'aprovació de l'oficialitat del doble topònim Peníscola/Peñíscola, encara hi resten organismes i institucions públiques que nomenen el poble amb l'ètim incorrecte i artificiós "Penyíscola".
Tradicionalment, la ciutat ha sigut sempre anomenada Peníscola o en la seua variant anacrònica Paníscola, com ho demostren diverses cites històriques:
| « | «Lo rey assetjà Peníscola» Llibre del rei En Pere o Crònica de Bernat Desclot (segle xiii) | » |

| « | «Un gafís de Paníscola abasta a Malorqua a VII quintars e mig» Libre de conexenses de spícies e de drogues e de ajustaments de pessos canes e massures de diverses terres (manuscrit de l'any 1455) | » |

| « | «Promontorium ferrarii quod nos dicimus Paniscola: Pene insula» Esteve Eleg, Liber Elegantiarum (segle xv) | » |

| « | «En lo castell de Paníscola del reyalme de València» Bernat Boades, Libre dels feyts darmes de Catalunya (segle xvii) | » |

| « | «Peníscola és xicoteta i es fa molt de respectar; com és de pedra picada no la poden tirar al pla» Cançó popular del Maestrat | » |

### De "Peñíscola" a "Peníscola/Peñíscola"
El gener del 2008, després de ser analitzats els informes del Gabinet de Normalització Lingüística local i de l'Acadèmia Valenciana de la Llengua, que reconeixen la denominació autòctona Peníscola com la més adequada atenint a criteris lingüístics i històrics, va ser debatut al ple municipal l'aprovació del doble topònim bilingüe, sent aprovat amb el vot a favor de tots els grups municipals, llevat dels dos regidors de CyP (Cambio y progreso), que hi votaren en contra.
El canvi de topònim de «Peñíscola» (únicament en castellà) al doble topònim bilingüe "Peníscola/Peñíscola" (en català-castellà) es va fer efectiu amb l'aprovació de la Generalitat Valenciana el 27 de juny de 2008.

## Demografia
| Relació d'unitats poblacionals        |             |             |
| Entitats de població                  | Hab. (2007) | Hab. (2008) |
| Peníscola                             | 3.644       | 3.950       |
| Les Talaies                           | 491         | 554         |
| Cerro Mar                             | 1.535       | 1.490       |
| Font Nova                             | 98          | 127         |
| U.R.M.I.                              | 211         | 217         |
| Diseminat                             | 2.279       | 2.521       |
| Font: Institut Nacional d'Estadística |             |             |

### Població immigrant
Segons el cens de 2007, un terç de la població empadronada a Peníscola (2.284, el 33% del total) és de nacionalitat estrangera, fent d'este municipi el tercer amb més estrangers de la província de Castelló, i el segon de la comarca del Baix Maestrat (només superada per Sant Jordi, amb el 35% de població estrangera), amb un total de 2.284 habitants de nacionalitat no espanyola.
Entre els col·lectius d'immigrants destaquen els magribins del nord d'Àfrica i els d'Europa de l'est. Així, el grup més nombrós d'immigrants és el col·lectiu de marroquins (362), seguit dels romanesos (321). A continuació hi ha immigrants oriünds d'altres països de la Unió Europea, com el col·lectiu originari d'Alemanya (246), França (225), el Regne Unit (207), Itàlia (129) o Bèlgica (118). Com un dels col·lectius més reduïts es presenten els oriünds de països de l'Amèrica del Sud, com Veneçuela (69), l'Argentina (60), el Paraguai (53) i el Brasil (49).

### Evolució demogràfica històrica
Al llarg del segle xix i la primera meitat del segle xx, el municipi romania en una mitjana de vora 3000 habitants. Però, a partir dels anys 70 del segle xx, coincidint amb l'increment del turisme i la consolidació d'este com el principal motor econòmic a la ciutat, la població va augmentar ràpidament. Així, en quaranta anys, ha passat dels 2.650 habitants l'any 1970 als 7.822 habitants l'any 2011, sent molt a prop de triplicar la seua població.
Així mateix, el 2011, Peníscola (7.822 habitants) era el quart municipi amb més població de la comarca del Baix Maestrat, només per darrere de Vinaròs (28.267 habitants) i Benicarló (26.355 habitants), i quasi empatat amb Alcalà de Xivert (7.826 habitants).
| Evolució demogràfica (des de 1877) Censos de població | Evolució demogràfica (des de 1877) Censos de població | Evolució demogràfica (des de 1877) Censos de població |
| ----------------------------------------------------- | ----------------------------------------------------- | ----------------------------------------------------- |
|                                                       |                                                       |                                                       |
|                                                       |                                                       |                                                       |
|                                                       | Font: Institut Nacional d'Estadística                 |                                                       |

| Població | 4.548 | 4.887 | 5.245 | 5.685 | 5.809 | 6.149 | 6.432 | 6.884 | 7.560 | 7.894 | 8.051 | 8.094 | 8.214 | 8.182 | 7.457 | 7.444 |

## Monuments

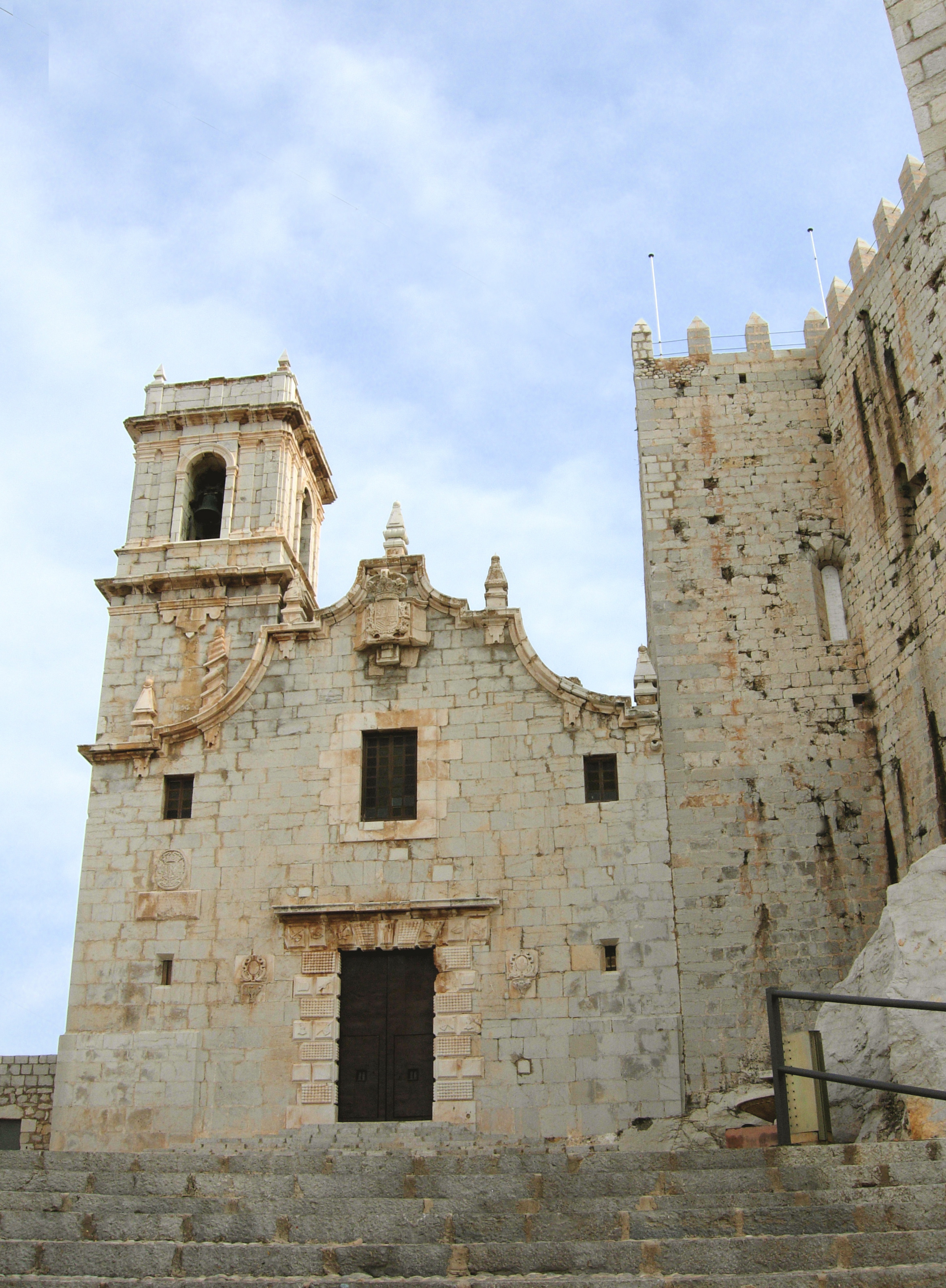
Santuari de la Mare de Déu de l'Ermitana

### Monuments religiosos
Església de Santa Maria.

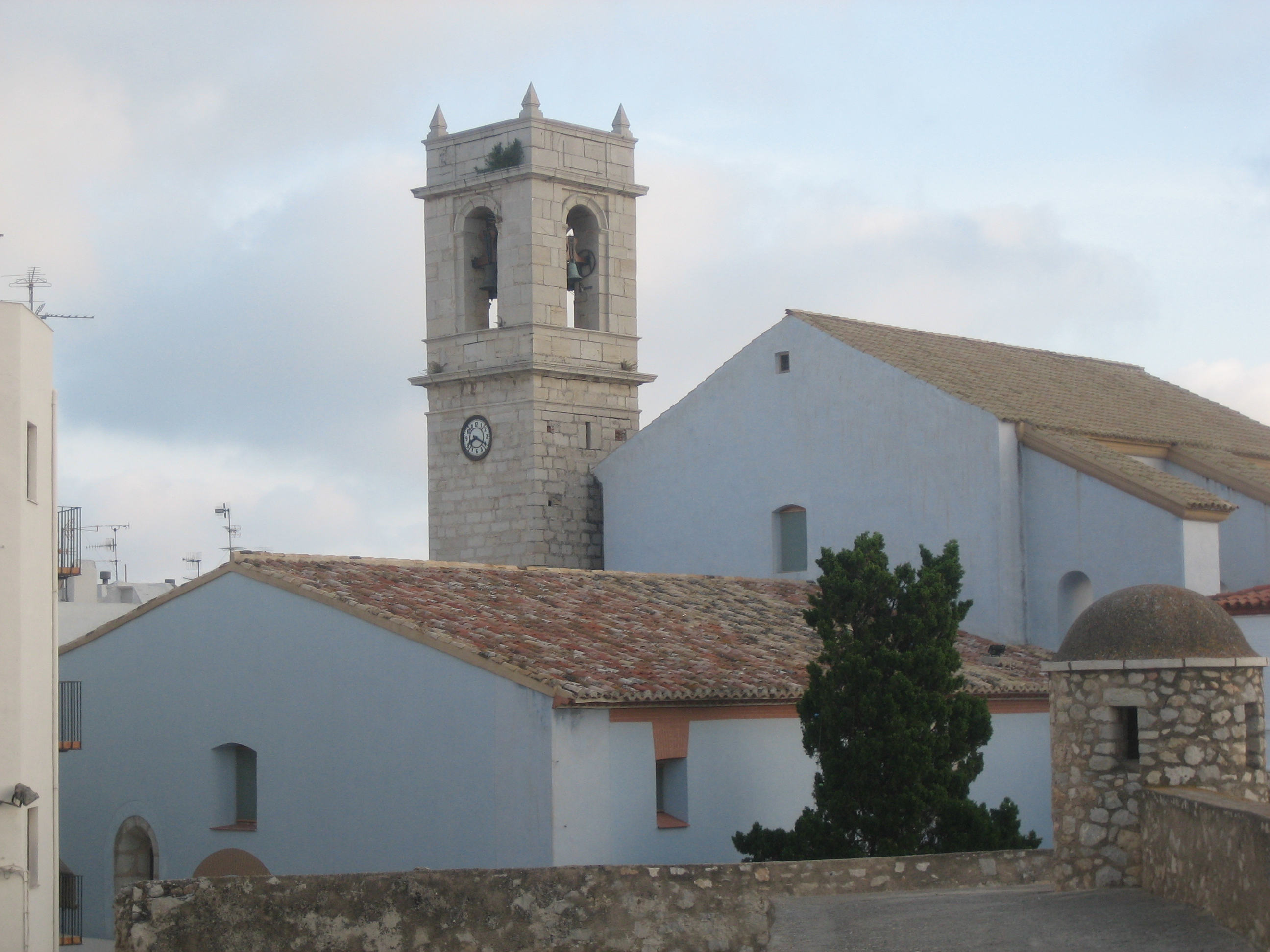
Vista general de l'Església de Santa Maria de Peníscola

Anteriorment anomenada de la Mare de Déu del Socors, és d'estil gòtic del segle xv] en part d'ella amb elements arquitectònics posteriors a la resta i la porta de tradició romànica. En ella va ser nomenat bisbe Alfons de Borja, que posteriorment seria triat papa amb el nom de Calixt III. Custòdia el tresor parroquial, format per algunes joies de Benet XIII, entre les quals es destaca la creu processional i el calze del Papa Luna, el reliquiari de Climent VIII i la creu processional de Felip II.
El 2004, amb motiu de convertir-se l'església en seu de l'exposició Paisatges Sagrats, organitzada per la Generalitat Valenciana, la fundació La Llum de les Imatges va efectuar una completa restauració del temple, fruit de la qual van ser solapades amb pintura blanca les antigues pintures ornamentals de les capelles laterals de la nau, i va ser cobert el terra amb fusta sense polir. Així mateix, també va ser pintat l'exterior amb color blau, en lloc de la seua tonalitat tradicional ocre.

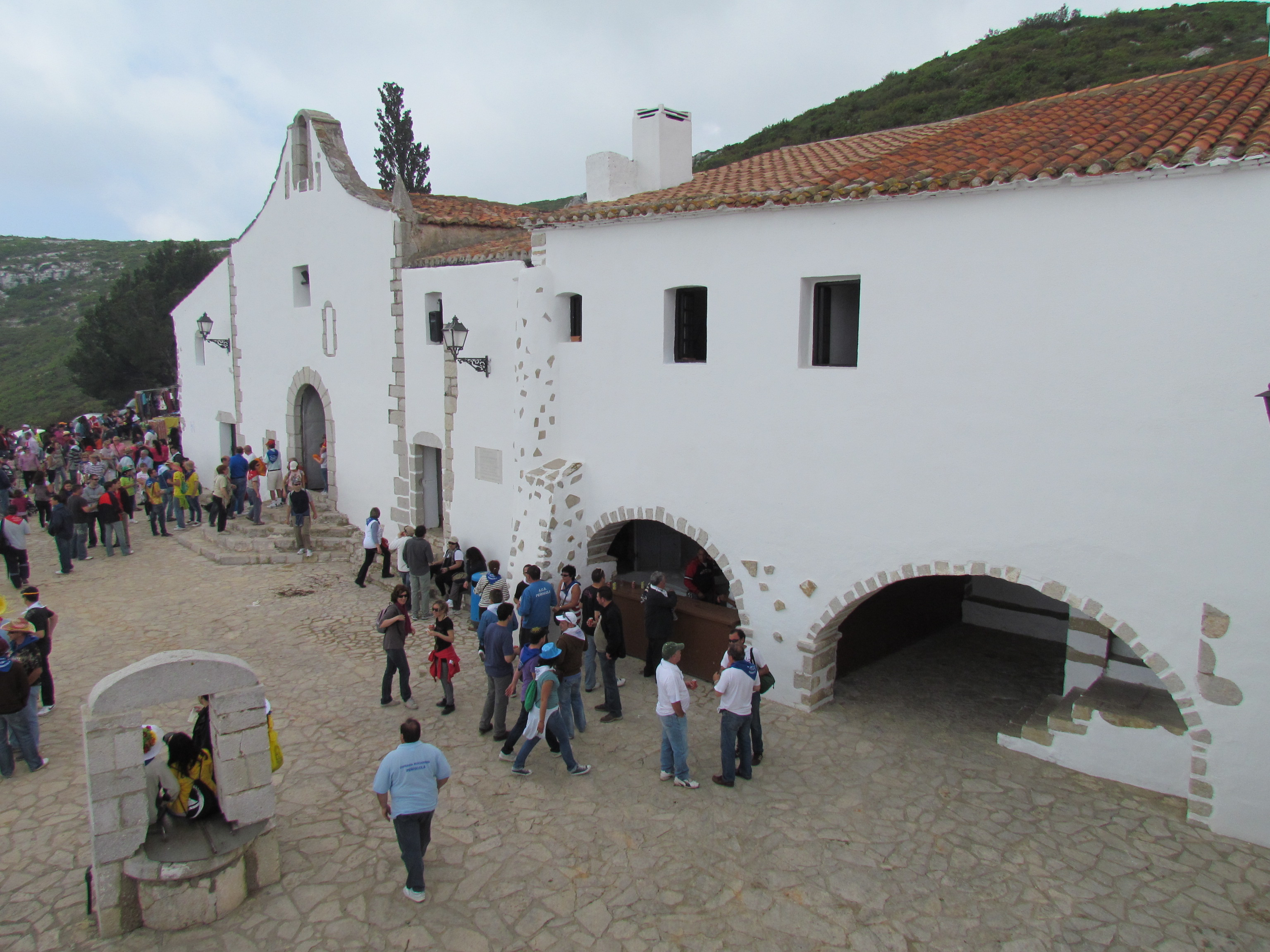
Vista de l'Ermita de Sant Antoni, a la Serra d'Irta

Ermita de la Mare de Déu de l'ErmitanaVa ser construïda entre 1708 i 1714 pel governador de la ciutat, Sancho de Echevarría, com agraïment per la resistència contra els atacs austriacistes a la plaça forta i la posterior victòria de la causa borbònica en la guerra de Successió i està adossada al castell, en el qual s'integra. D'estil barroc valencià, alberga la imatge de la patrona de la ciutat, la Mare de Déu de l'Ermitana. Compta amb una façana de carreus. Com a curiositat, i contra el costum d'ornamentar amb motius religiosos, en esta façana hi han inscripcions en la pedra als costats de la porta principal motius militars com ara canons, tambors de guerra, entre d'altres.
Ermita de Sant AntoniA la Serra d'Irta, data del segle xvi. El conjunt està format per la mateixa ermita, la casa de l'ermità i l'hostatgeria, que delimiten un pati des de la muralleta del qual s'albira una bona panoràmica del litoral. Anualment, el Diumenge in albis, el posterior a Pasqua Florida, es realitza una romeria penitencial a esta ermita des de Peníscola, acompanyada de nombrosos actes festius. Hi acudixen també els veïns de Santa Magdalena de Polpís.
Capelleta de Santa AnnaCapella situada en un atzucac de la Bateria de Santa Anna, junt a la plaça de Les Escaseres. És d'origen antic, tot i que el temple primitiu va ser destruït quasi per complet durant la Guerra del Francés. L'any 1827 va ser reconstruïda en honor de Santa Anna a instàncies d'Anna Duarte i Donoso, filla del governador Sebastián Duarte. Després de la Guerra Civil va ser utilitzat durant diverses dècades com a magatzem, fins que va ser rehabilitat.

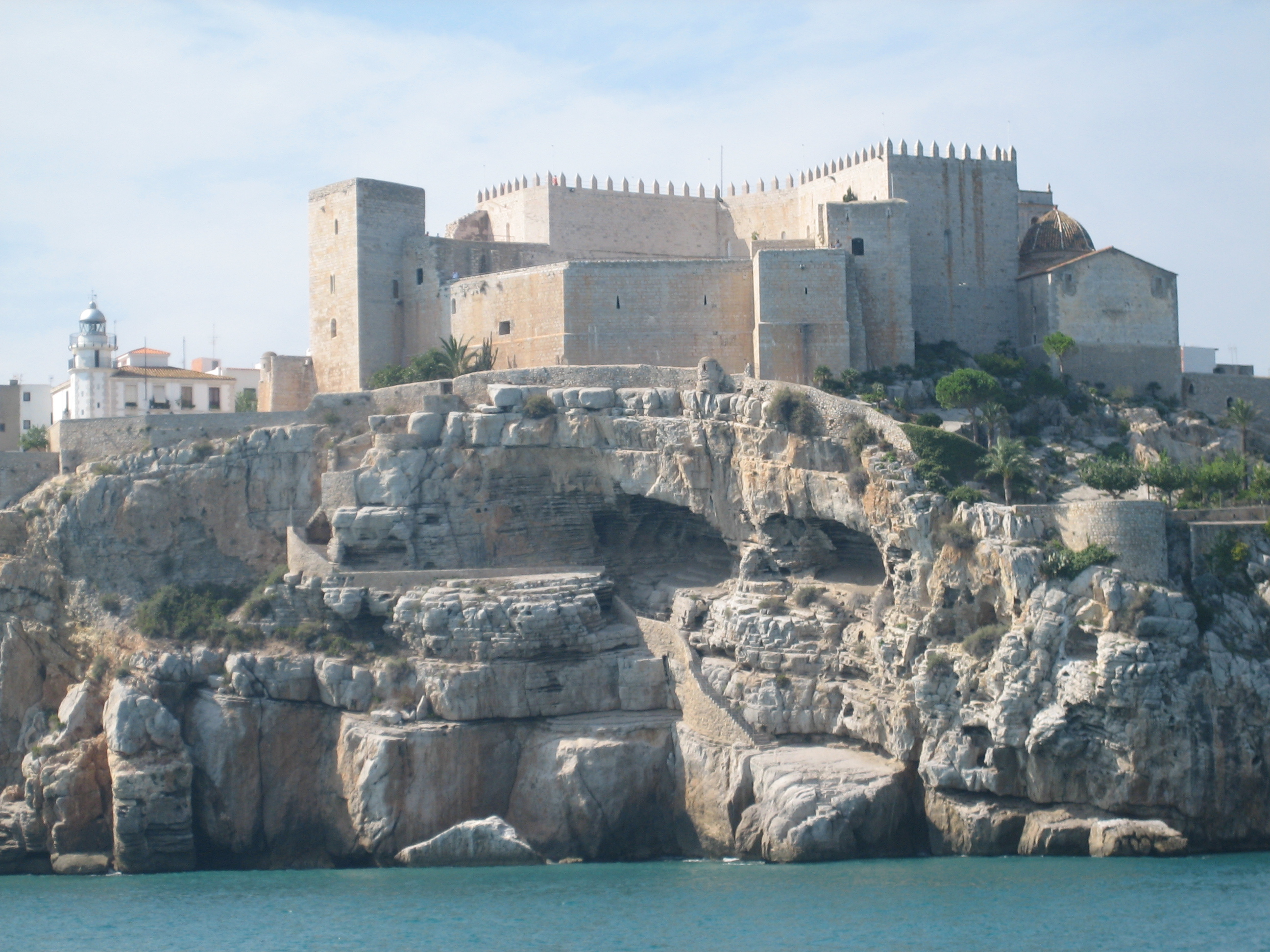
Vista del Castell de Peníscola des de la mar.

### Monuments civils

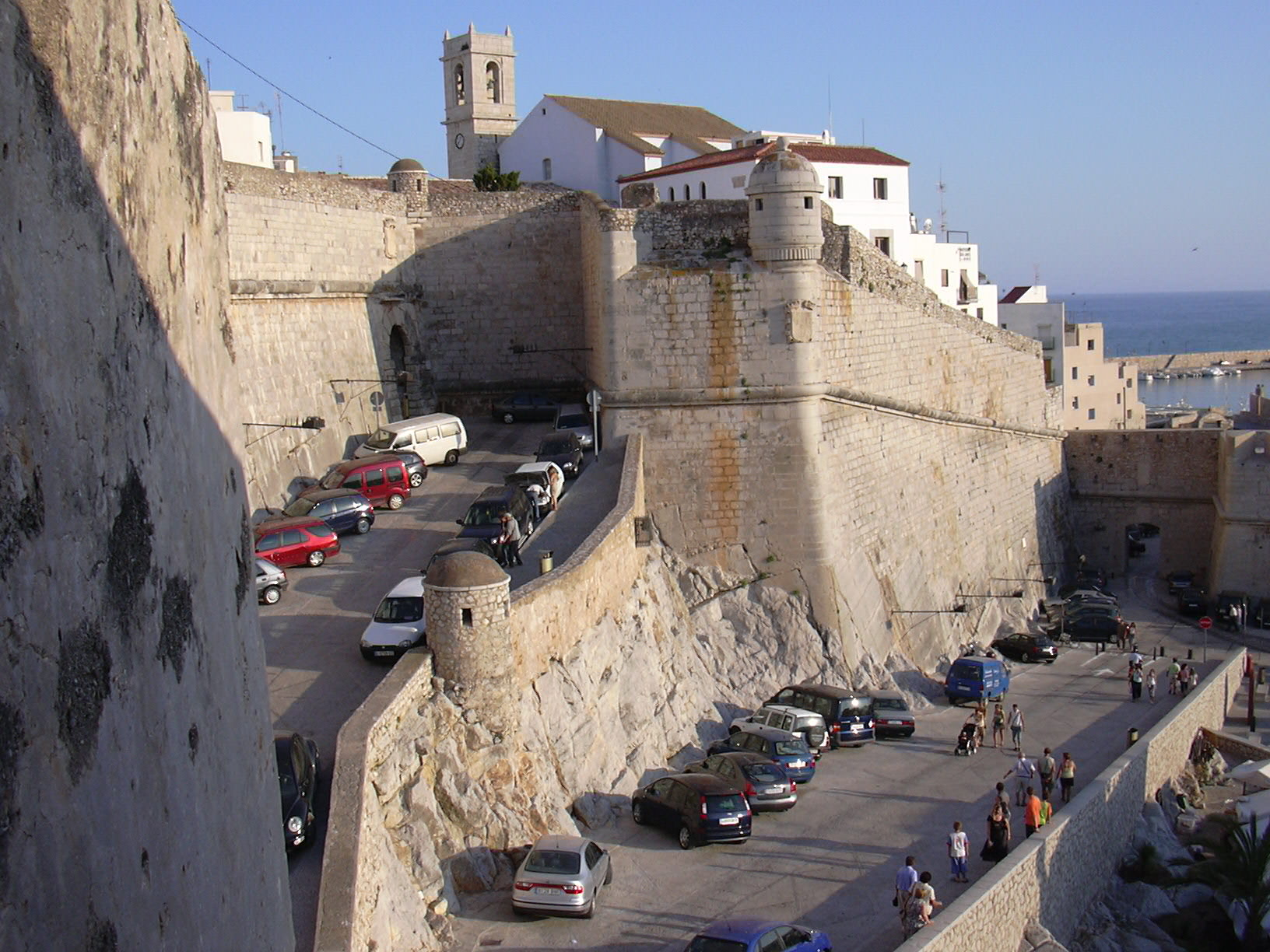
Muralles de Peníscola, obra de l'enginyer militar italià Joan Baptista Antonelli.

Castell de PeníscolaEn el punt més elevat del penyal, és un castell construït pels templers a partir de 1294 i modificat, a principis del segle xv, per adaptar-lo com a residència pontifícia per a Benet XIII, el Papa Luna. Està en molt bon estat de conservació. Durant molts anys va servir com a lloc per a guardar els ramats, i després de la seua restauració també va fer les funcions d'escenari per a actes populars, com concerts i festes patronals. En l'actualitat els seus usos a banda de monument turístic són l'aprofitament de les seues estances com a sales d'exposicions de pintures i escultures, així com sales per a oferir conferències i recepcions. Declarat Bé d'Interés Cultural l'any 1931, és el segon monument fortificat més visitat de l'Estat Espanyol després de l'Alhambra de Granada, amb uns 330.000 visitants cada any.

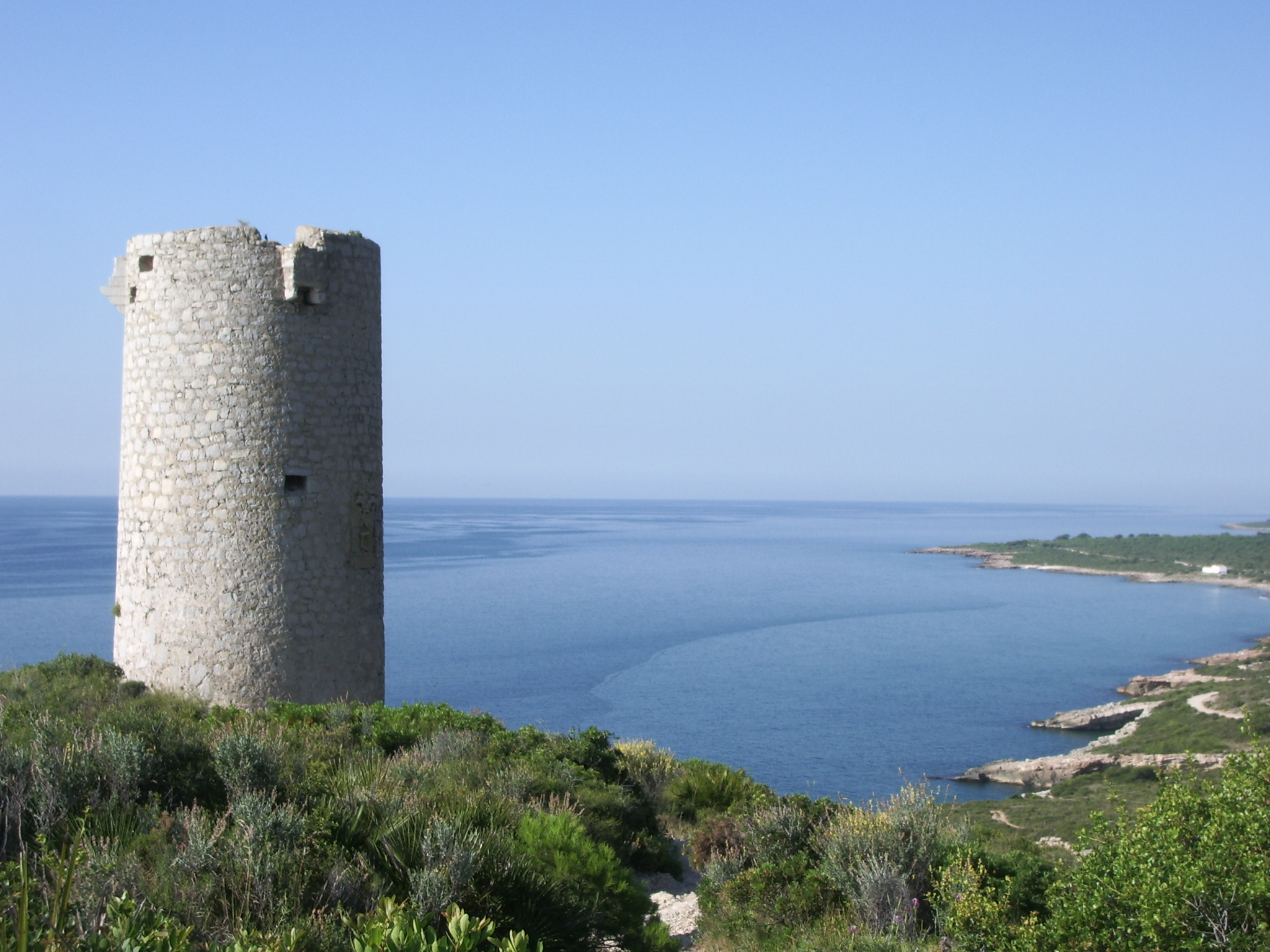
Torre Badum, a la serra d'Irta

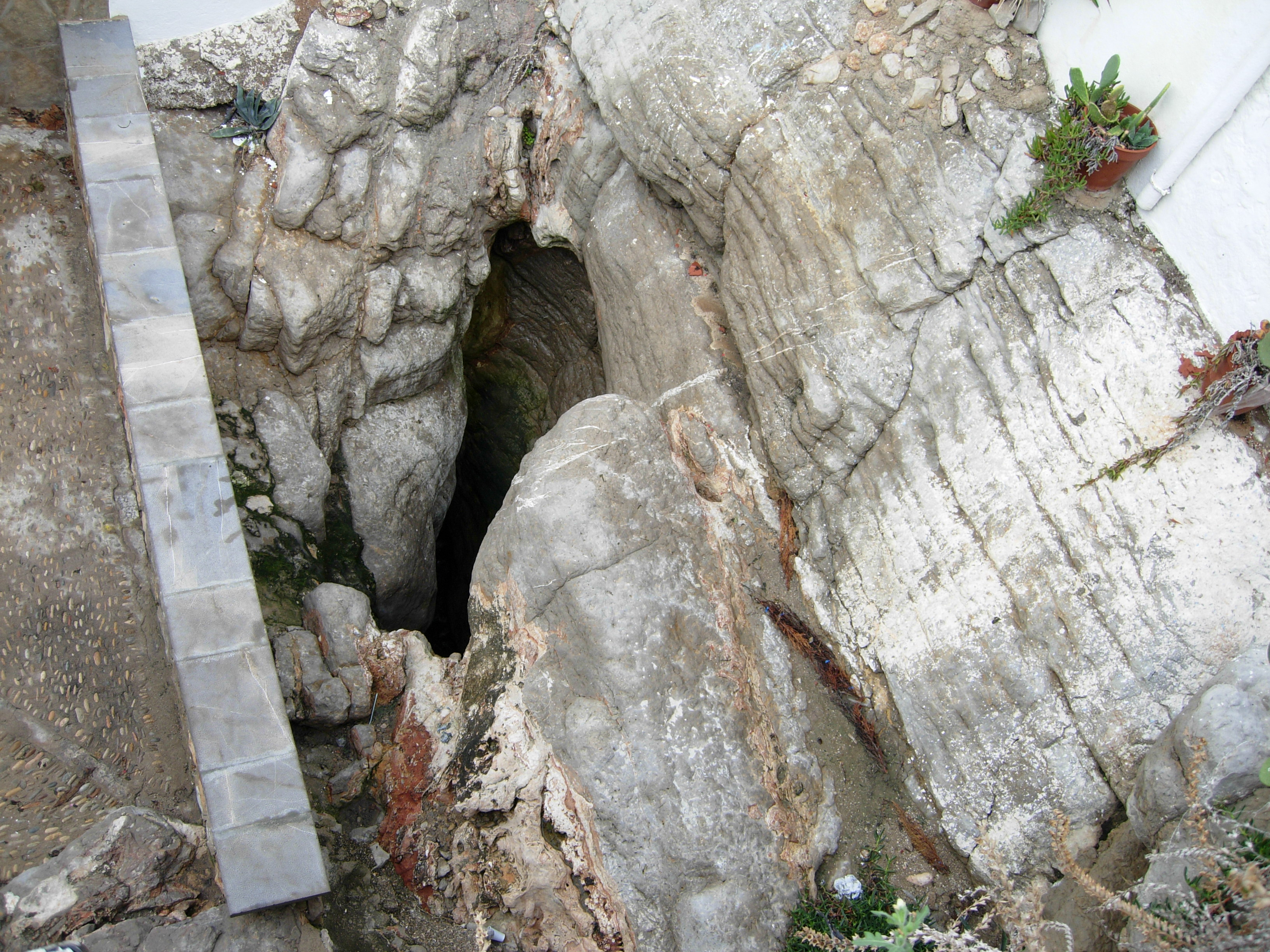
El bufador de Peníscola

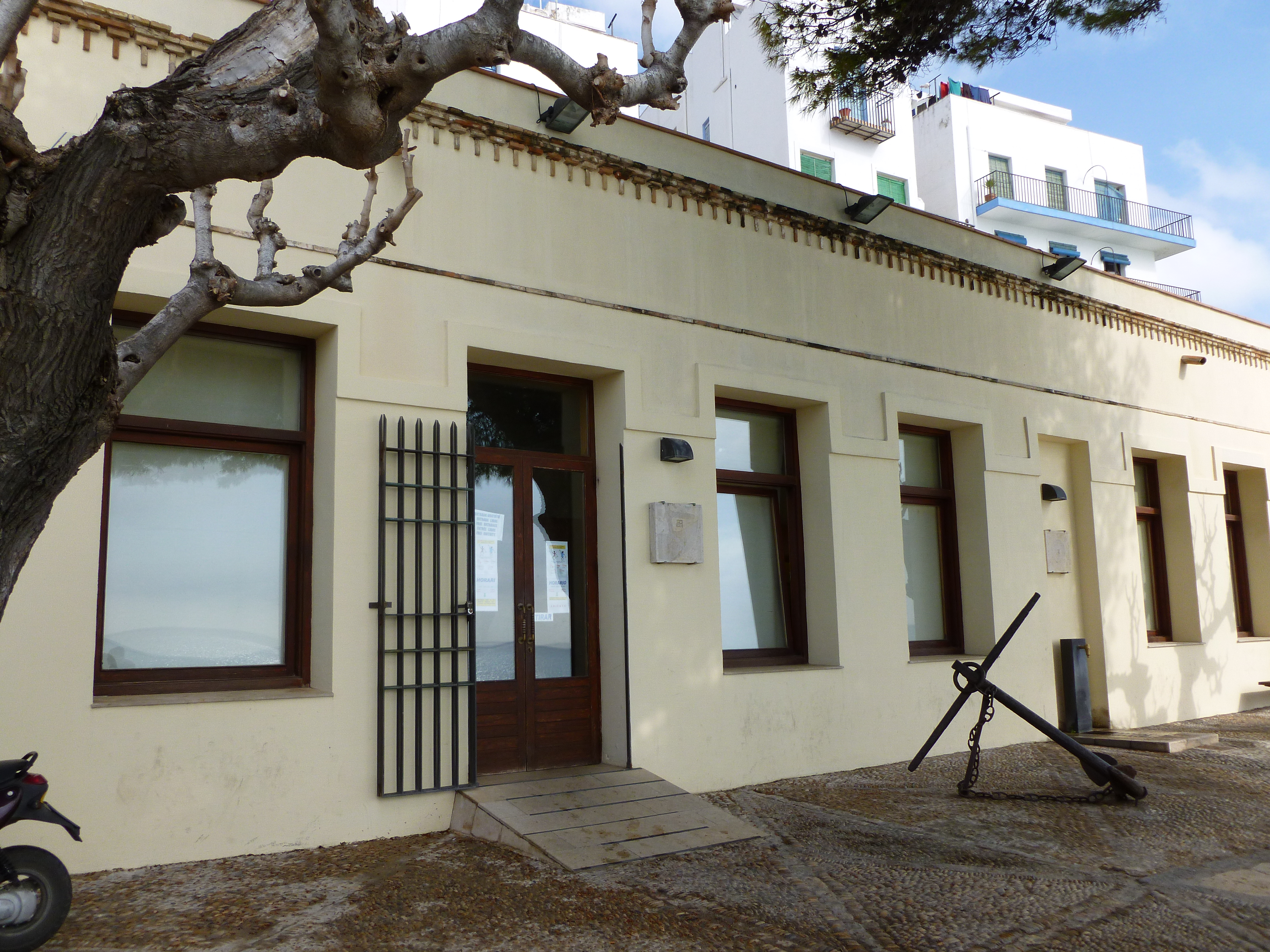
Museu de la Mar, a l'edifici Les Costures del carrer Príncep

MurallesDenominades popularment com "les murades" constituïxen una clara manifestació dels grans coneixements i depurada tècnica que en matèria de fortificacions tenia el més important arquitecte enginyer militar de l'època, l'italià Joan Baptista Antonelli.
Portals (accessos al recinte emmurallat)
- Portal Fosc. Atribuït a Joan d'Herrera (1530-1597), va ser la principal entrada a la fortalesa fins al segle xviiix]. Sobre el portal es pot observar un escut commemoratiu de Felip II.
- Portal de Sant Pere. Ordenat construir pel Papa Luna en 1414, del qual es conserva un escut a sobre el portal.
- Portal de Santa Maria o Porta de les Escasseres. Encarregada pel rei Ferran VI, va ser construïda en 1754 i dona accés a la plaça de Les Escaseres.

Parc d'ArtilleriaZona d'antics baluards i polvorins, al costat del castell i envoltats de palmeres i jardins. En l'actualitat ha donat pas a la celebració d'actes socials, com la representació d'un betlem vivent pels voltants del Nadal des de 1998, l'exhibició d'aus rapinyaires a l'estiu o la celebració d'enllaços matrimonials.
Torre BadumTambé anomenada d'Abadum, es tracta d'una torre de guaita de les nombroses repartides pel litoral mediterrani. Està a la Serra d'Irta dalt d'un penya-segat de considerable altura (97 metres). Construïda al segle xvi, compta amb un escut del Regne de València de l'època de Carles V.
Torre Nova o Torre Nova de Cap d'IrtaSituada al litoral de la serra d'Irta, al sud de la Torre Badum, està documentada des del segle XVI. La torre forma un recinte rectangular d'uns huit metres, amb fàbrica de maçoneria i cadirat a les cantonades. Abundants blocs de pedra llaurada procedents del desmantellament d'esta torre van ser reutilitzats en la construcció de la caserna de la guàrdia civil confrontant, també n'hi ha pels camps de l'entorn.
El BufadorObertura en la roca de caràcter natural que connecta el poble amb la mar mitjançant un sistema de coves i grutes, on se sent el bram de les ones. Els dies de temporal, quan l'onatge assota la península, és freqüent vore'n sortir aigua de la mar a pressió. El seu entorn ha sigut monopolitzat per establiments hostalers i de restauració.
FarEdificació construïda l'any 1892, ha sigut renovat i reformat diverses vegades al llarg del segle xx. El seu senyal lluminós arriba a una distància de 23 milles nàutiques. Està situat al costat del castell, en la part més alta del nucli antic.
Palau de CongressosOferix disseny d'avantguarda i eficàcia funcional. L'Auditori posseïx un aforament de més de 700 places, el sostre es construïx amb una llosa de formigó vist que incorpora en el seu pròpia estructura els condicionaments de l'acústica. L'edifici disposa a més d'una sala d'exposicions, sala de reunions, sala de premsa i de comitè, a més d'un vestíbul inferior i superior. El seu ús habitual és per a celebrar reunions, recitals, actuacions i seminaris.
Museu de la MarMuseu emplaçat a l'antic edifici de "Les Costures" (que antigament albergava les escoles), sobre el Baluard del Príncep, que mostra al públic objectes i documents que mostren l'origen de Peníscola, l'evolució del port, l'àmbit pesquer, maquetes d'embarcacions, arts de pesca, aquaris, fòssils, fauna marina, entre d'altres. L'entrada és gratuïta. El museu va rebre 50.000 visitants en juliol i agost de 2001.

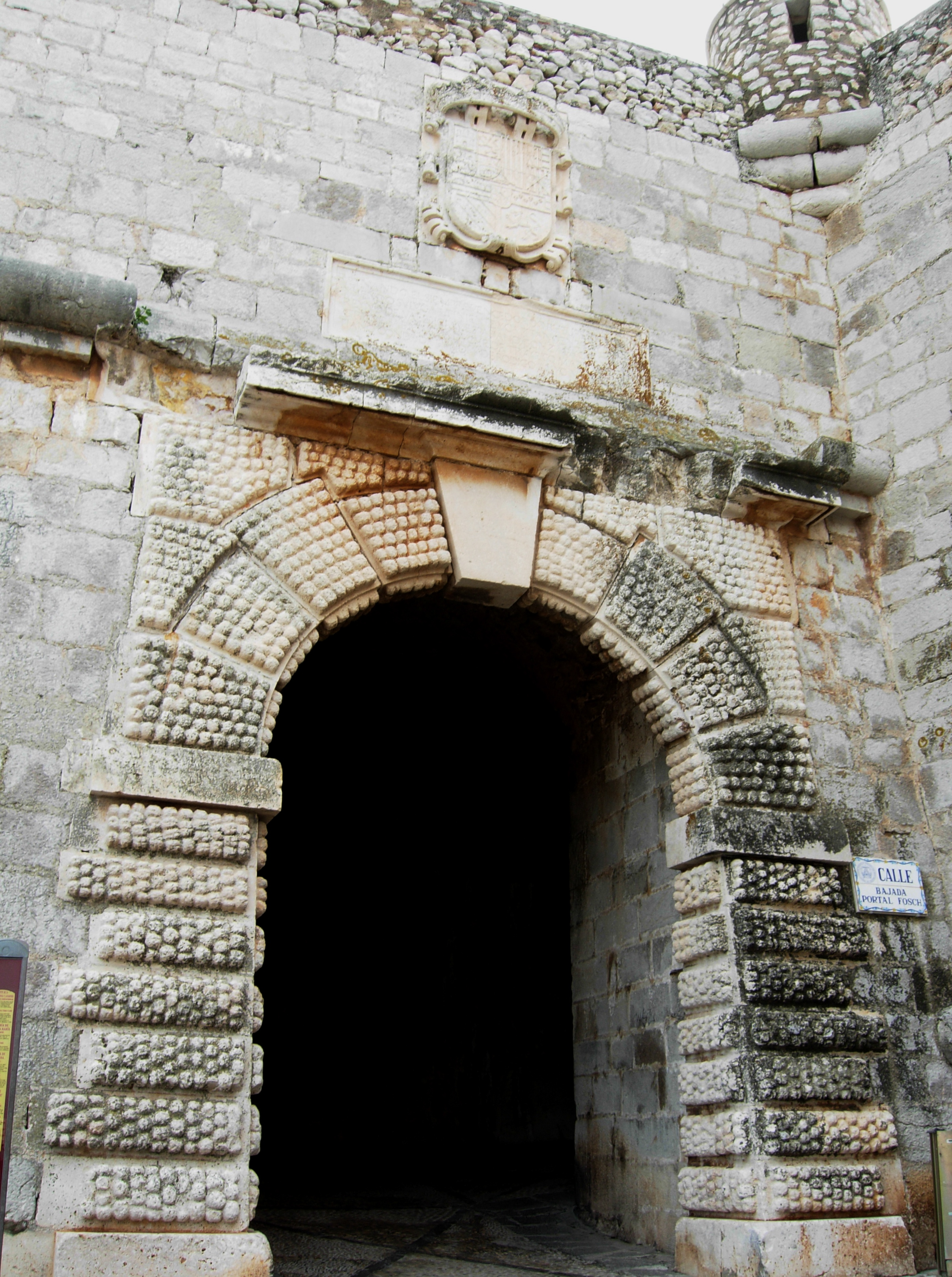
Portal fosc
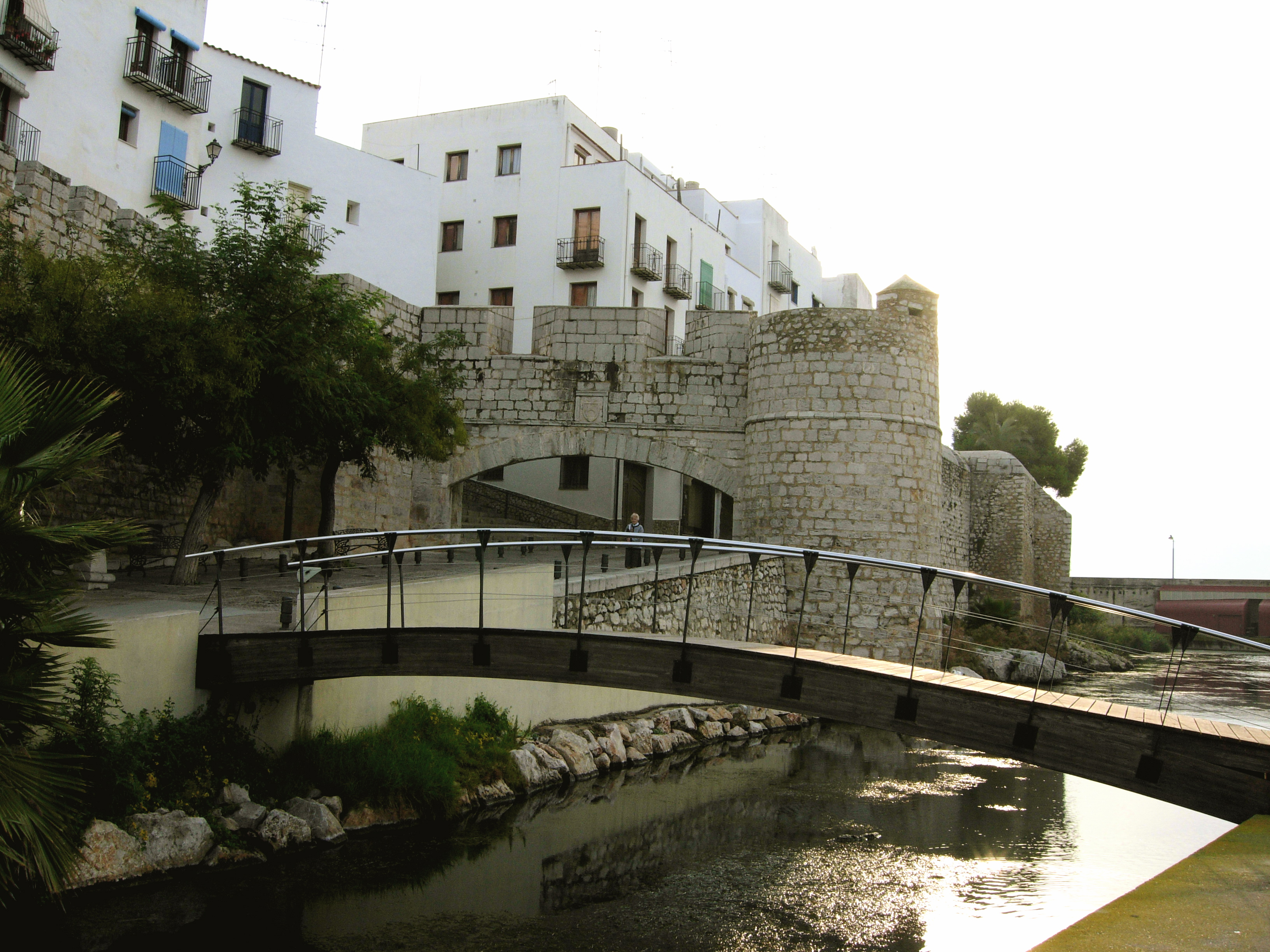
Portal de Sant Pere
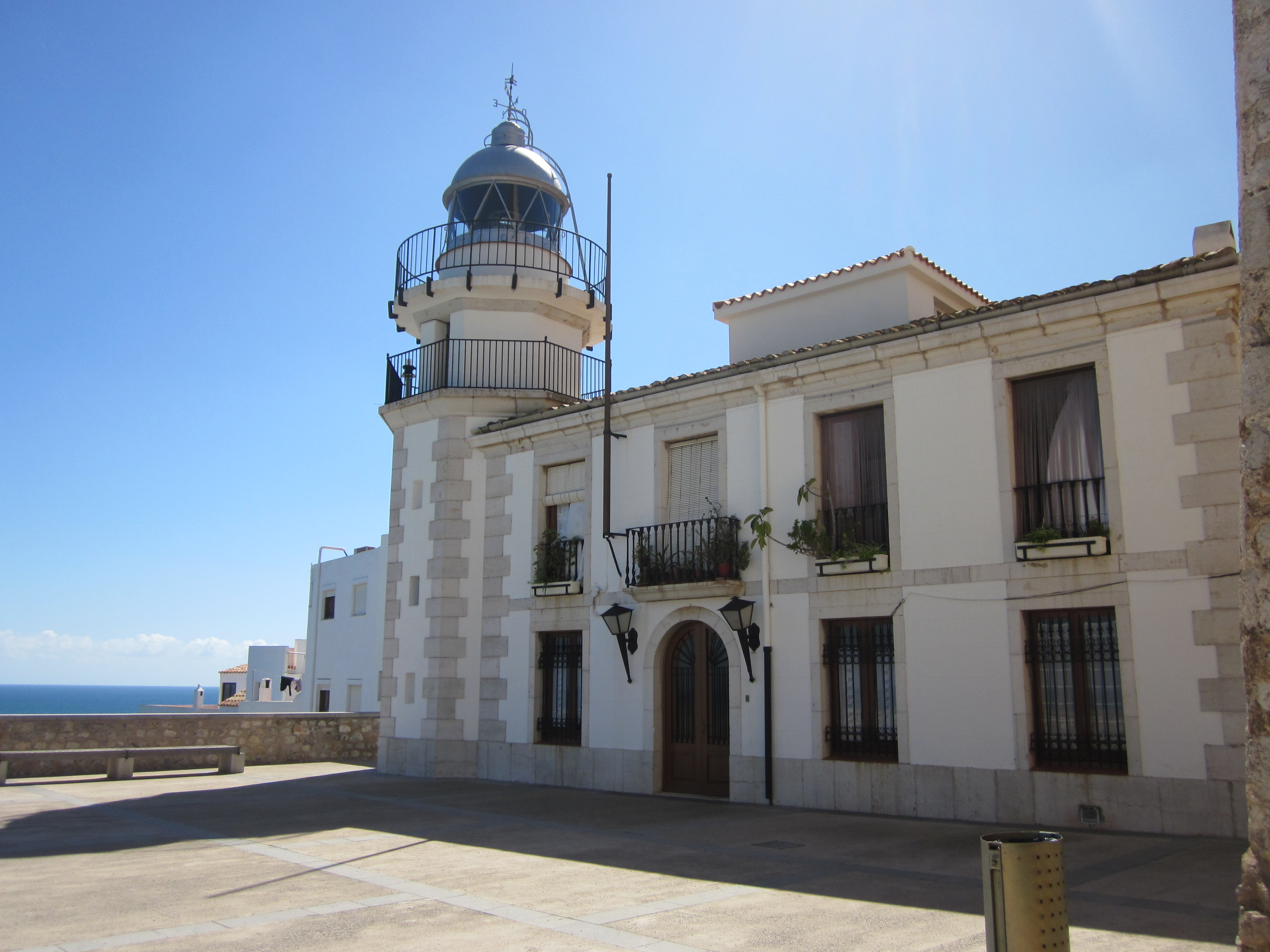
Far de Peníscola, al costat del castell
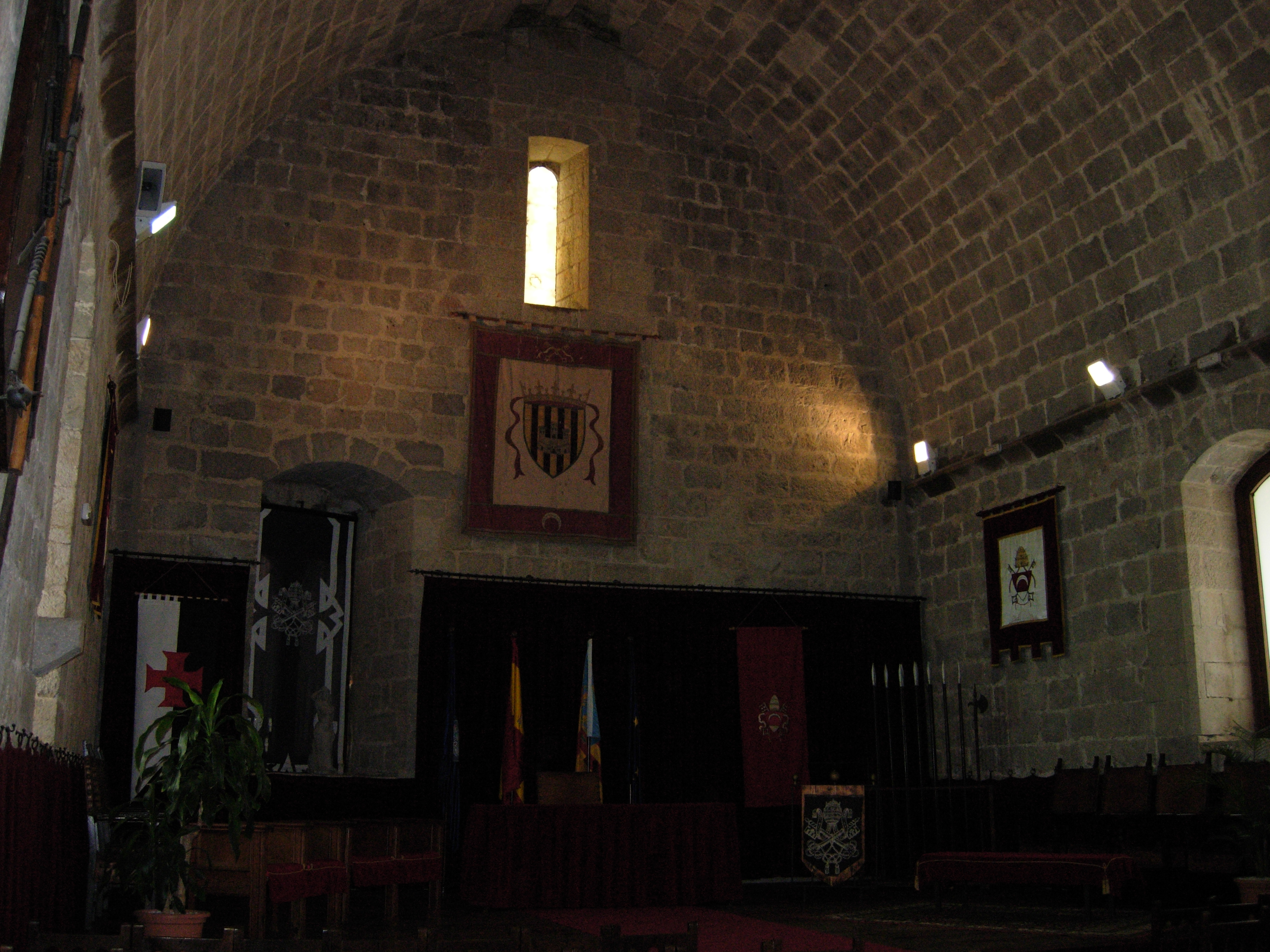
Sala del Conclave, una ampla cambra a l'interior del castell, lloc on fou elegit papa Climent VIII

## Llocs d'interés natural

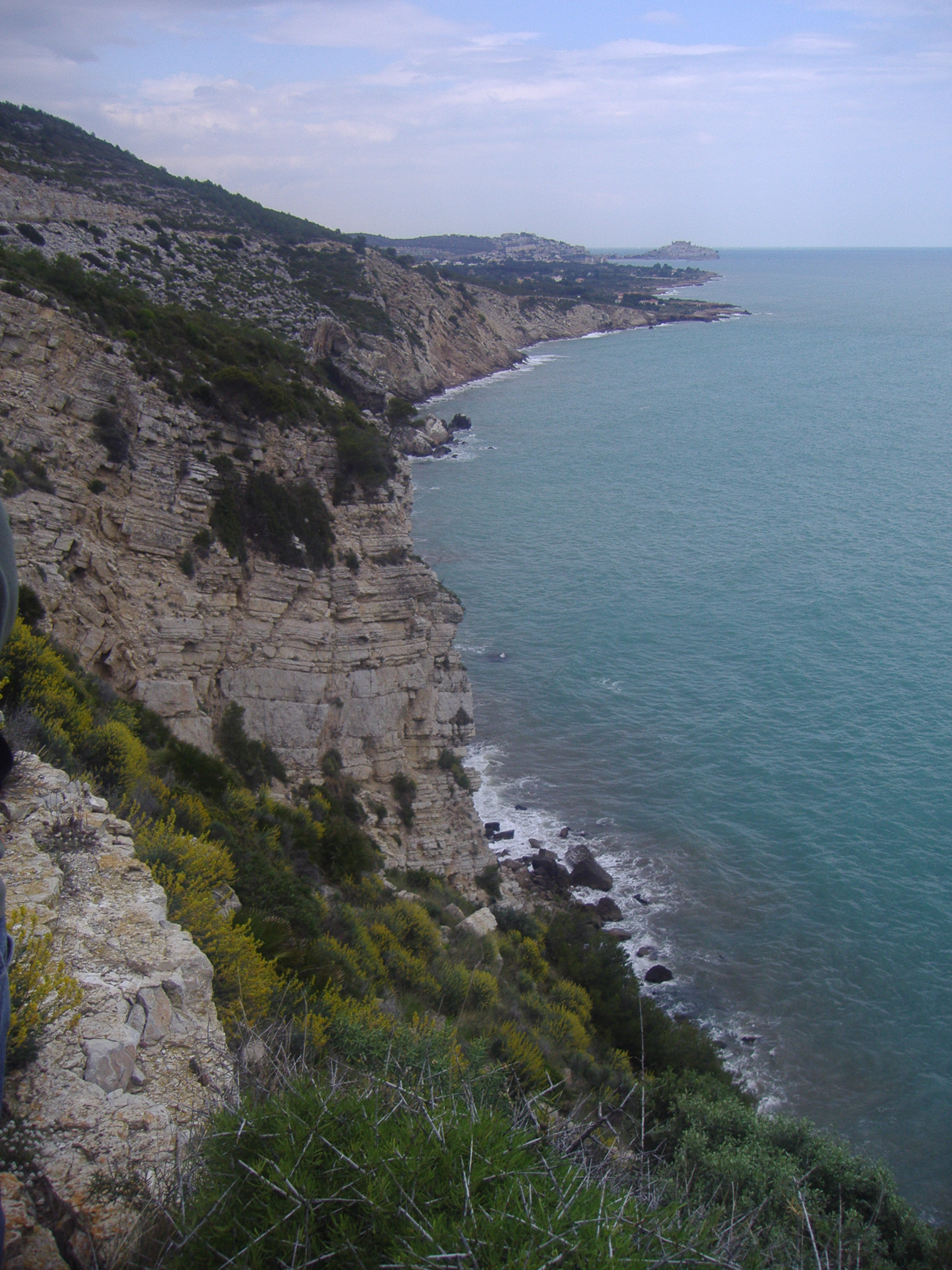
Vista dels penya-segats d'Irta amb Peníscola al fons

Serra d'IrtaLa Serra d'Irta és un massís muntanyós del Sistema Ibèric i parc natural que s'estén paral·lel a la línia de costa amb un gran nombre de penya-segats, roquissars i cales pràcticament inalterats per l'activitat humana. Localitzada a la comarca del Baix Maestrat, limita pel nord amb la plana de Vinaròs, el Prat de Cabanes-Torreblanca al sud, i la vall d'Alcalà de Xivert cap a l'oest. A l'est, la serra entra en contacte amb la mar amb una successió de cales i penya-segats de diferents altures. Esta va ser declarada Parc Natural per la Generalitat Valenciana el 2002, mitjançant el Decret 108/2002 de 16 de juliol.
La superfície protegida ocupa un total de 12000 Hà en les que destaca un ric patrimoni artístic com el castell de Xivert i el de Polpis, pertanyents a l'Orde del Temple; i les ermites de Sant Antoni Abad i Santa Llúcia, ambdues del segle xvii. A més existix una xarxa de torres destinades a la vigilància, amb el càrrec de protegir la zona de les incursions marítimes, sent les més importants d'estes la torre Ebrí i la torre Badum, d'origen musulmà. Actualment esta zona sofrix freqüents agressions en forma d'aterraments i edificacions il·legals incontrolades.

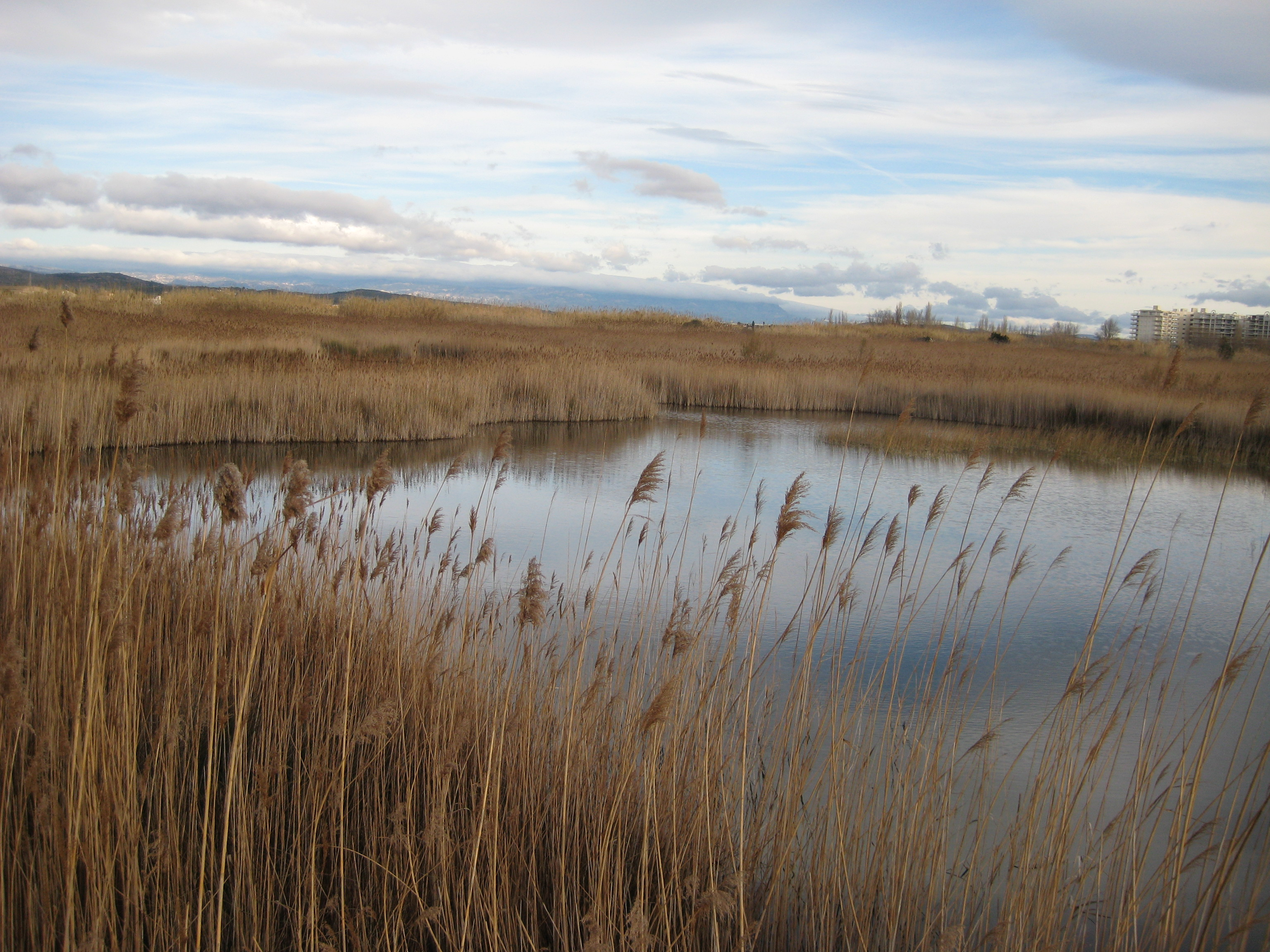
Ullal a la part nord de la Marjal, prop de l'assegador de la Creu

Marjal de PeníscolaLa Marjal de Peníscola, coneguda localment com lo Prat, és un paratge d'unes 130 hectàrees que ha sigut considerat Lloc d'Interès Comunitari (LIC) i Microrreserva de flora, declarat per Acord de la Generalitat Valenciana el 10 de juliol de 2001. Està al límit meridional de la Plana de Vinaròs, emplaçada al seu sistema hidrogeològic, el qual està associat a l'aqüífer del Maestrat, i de tots dos rep recursos hídrics en forma subterrània. Així i tot la captació d'aigua en la zona d'influència de la marjal ha provocat la salinització dels aqüífers i de la mateixa marjal, i l'aparició de nivells elevats de gas radó.
És una de les zones considerades com de reserva del samaruc, peix d'aigua dolça endèmic del País Valencià, així com de fartet (Aphanius iberus) i diverses espècies d'aus.

## Cultura

### Mitjans de comunicació
Entre la premsa local destaca la revista cultural i d'actualitat Peñíscola, Ciudad en el Mar (sovint anomenada només Peñíscola), que es publica des de l'any 1970 a Peníscola. Es publica trimestralment. Fundada per Manuel Arnau, que va ser també el seu primer director, va començar sent editada pel "Centre d'Iniciatives Turístiques de Peníscola" i posteriorment, quan este va desaparéixer, va crear-se l'associació Centre d'Iniciatives Culturals de Peníscola (CIC), entitat de la que depén actualment. Està sostinguda pels seus subscriptors, que a més, són socis del centre.
Així mateix, l'any 2010 va nàixer la revista L'Argilaga. Té una publicació semestral i la seua distribució és gratuïta. Amb una tirada de 500 exemplars, està editada per l'Associació "Camí Vell". Pretén ser un projecte de comunicació independent dels poders polítics i econòmics i al servei de les persones.

### Institucions educatives
En l'actualitat en la ciutat de Peníscola hi ha un total de 5 centres educatius, de distinta tipologia: una escola de Primària (CEIP "Jaume Sanz"), un institut de Secundària (IES "Alfred Ayza"), tots dos de titularitat pública, i el Centre Educatiu "El Peixet", de titularitat privada. Així mateix, existix una escola de música i dansa de titularitat privada, anomenada "Ciudad de Peñíscola", i el centre públic d'educació de persones adultes "Municipal de Peñíscola", de titularitat pública. També cal incloure en esta categoria la Universitat Popular, patrocinada per l'Ajuntament de Peníscola, que oferix 25 cursos distints per a un total de 1.000 alumnes.

### Gastronomia

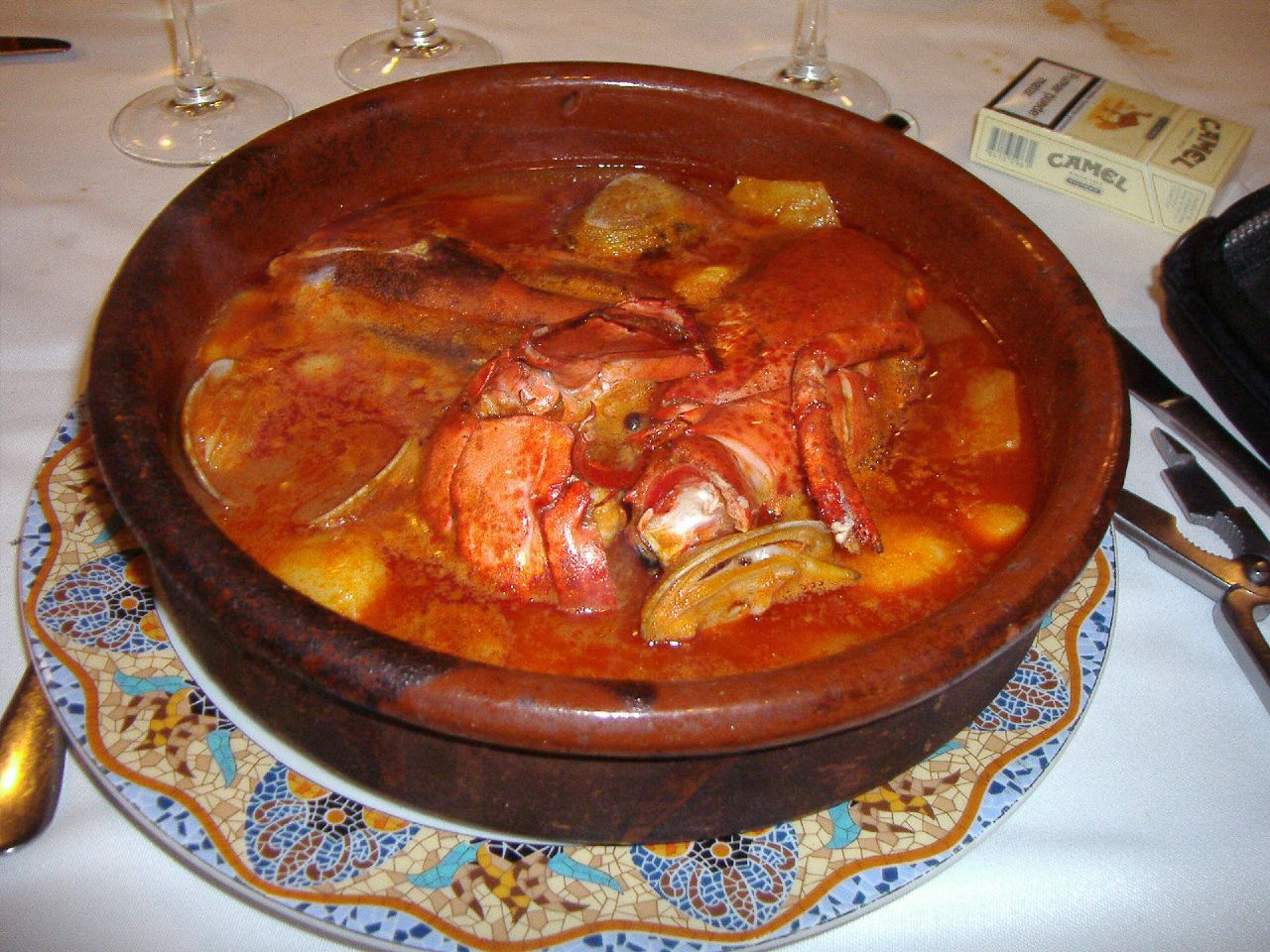
Suquet de peix amb llagostí, plat típic de la cuina peniscolana

En l'ancestral tradició marinera de la localitat i la riquesa pesquera de les seues costes hi ha el fonament de la seua gastronomia, com il·lustra la dita popular peniscolana "lo peix a qui se'l mereix".
Així, en la cuina peniscolana destaquen plats com l'All-i-pebre de rap o Polpet (més coneguts com a 'polpets'), el suquet de peix o remescló. Així mateix cal destacar un gran nombre de mariscos, com dàtils de mar, caragols punxents amb denominació d'origen a Peníscola, caixetes, escamarlans, llagostins i cigales, entre d'altres.
Els diferents arrossos en les seues varietats marineres com la paella mixta, la paella de llamàntol, la paella marinera, l'arròs caldós, la fideuà o l'arròs negre, són també part fonamental de la gastronomia de la ciutat, així com de la gastronomia valenciana en la seua globalitat. Així mateix, cal destacar entre la cuina peniscolana els pastissets de carabassa (polpa de carabassa amb mel i mató) o els flaons de Peníscola (pastís de brull i ametla).
Existix la Denominació Peix de Peníscola, impulsada per la Generalitat Valenciana, l'Ajuntament i la Confraria de Pescadors de Peníscola a fi de donar a conèixer els beneficis que aporta a la salut el peix i promocionar-ne el consum.

### Festes i celebracions

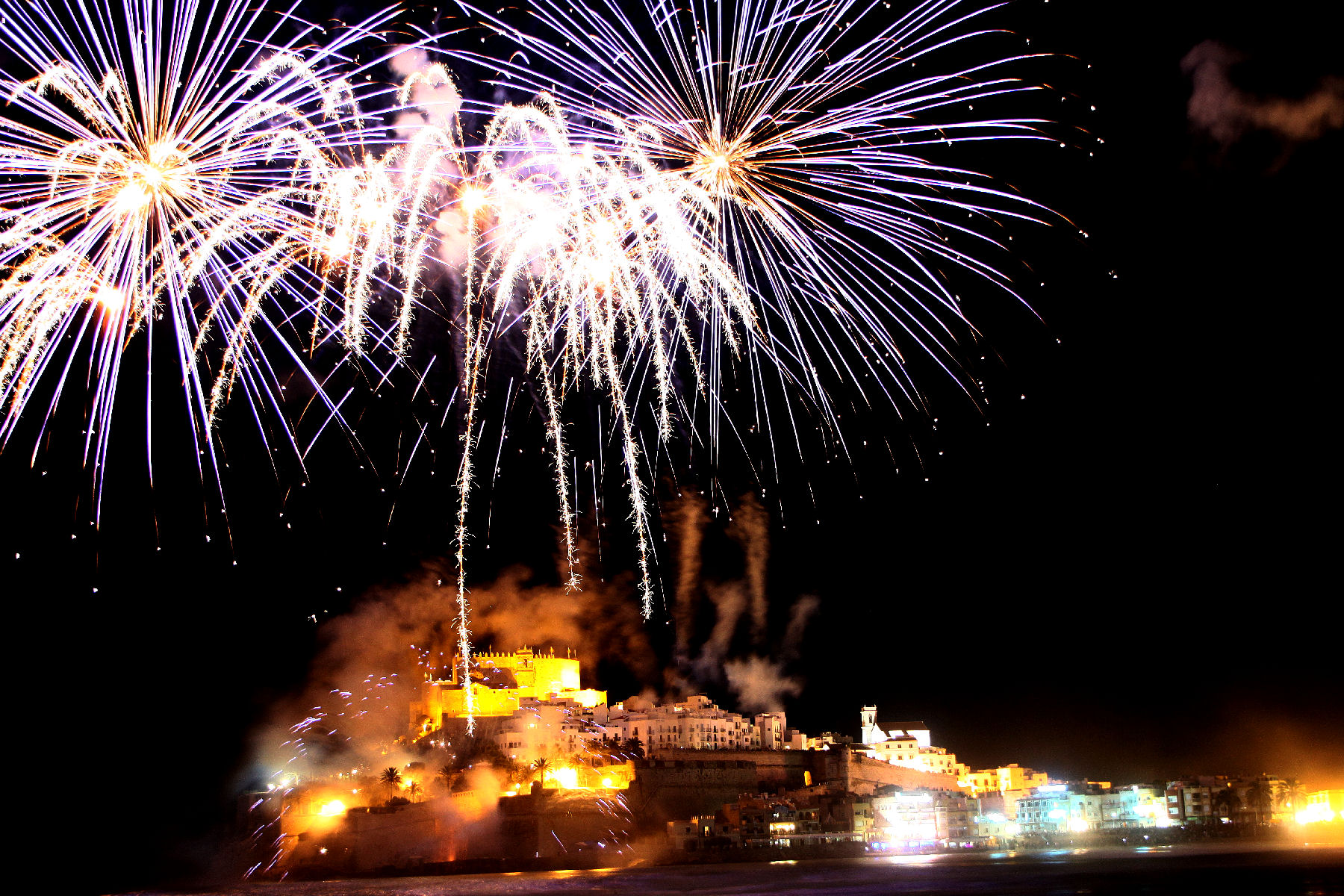
Focs artificials a la Platja Nord durant les festes patronals en honor de la Mare de Déu de l'Ermitana de 2010

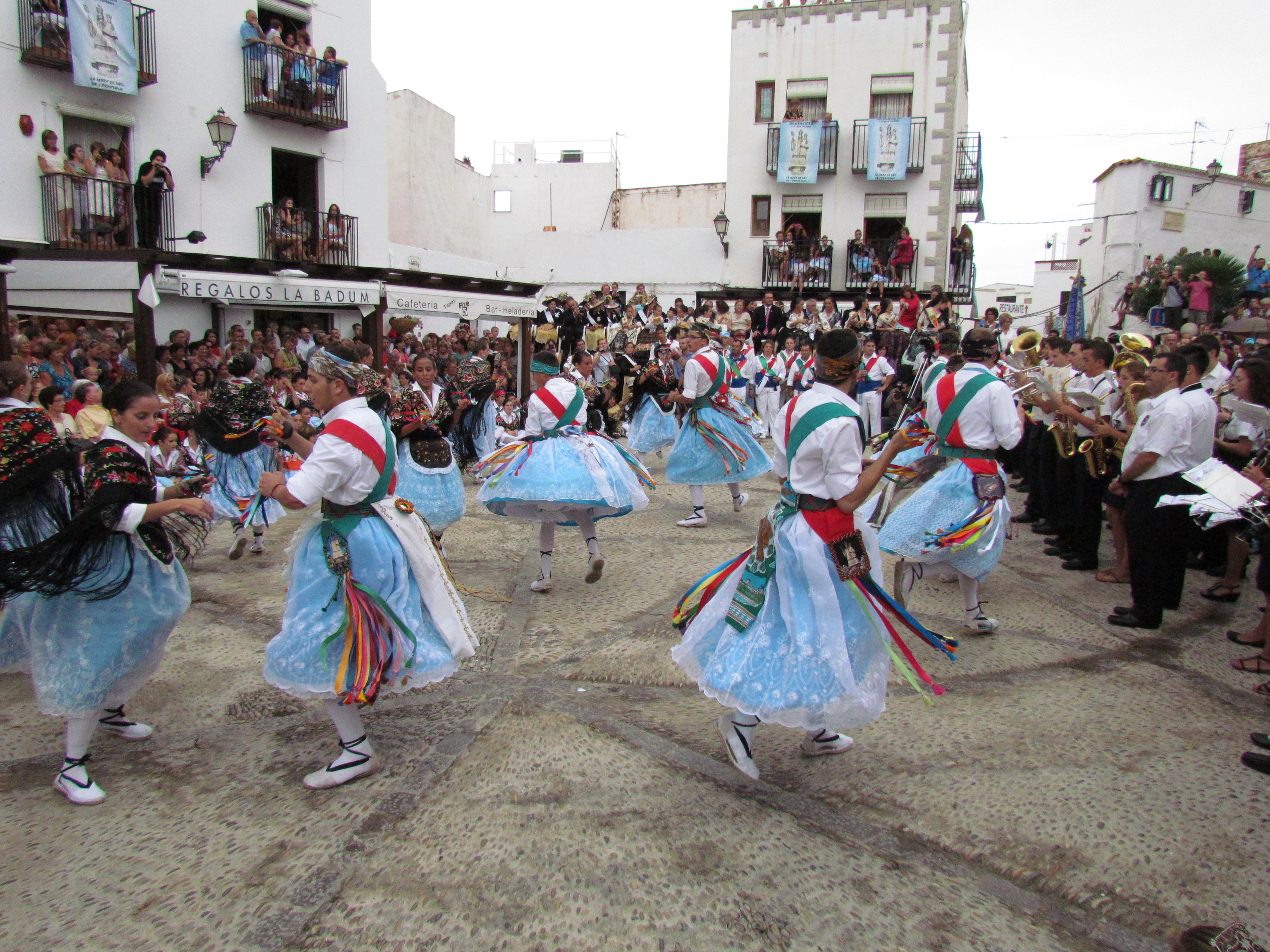
Ball de dansants i llauradores en honor de la Mare de Déu de l'Ermitana, en les festes patronals de 2013

#### Festes Patronals en honor de la Mare de Déu de l'Ermitana
Són les festes de major importància i se celebren en honor de la patrona de la ciutat, la Mare de Déu de l'Ermitana. Les festes patronals comencen el dia 7 de setembre i continuen depenent dels anys durant una o dos setmanes, fins al diumenge.
La màxima expressió d'estes festes són Les Danses, una manifestació folklòrica ancestral per la qual es duen a terme unes danses processionals que expressen la devoció per la Mare de Déu de l'Ermitana. Les Danses estan compostes per diferents grups: dansants, llauradors, cavallets i moros i cristians, entre d'altres, sent els dansants els més característics pel seu caràcter arcaic i autòcton. Estos realitzen un recorregut processional des del centre de la Plaça d'Armes fins a l'Església de la Mare de Déu de l'Ermitana, pujant per una escalinata en parelles, portant un d'ells a l'altre sobre els seus muscles.
L'origen d'esta tradició no és encara segur, i tot i que probablement data de l'època en què la fortalesa va ser reconquerida per Jaume I, qui va retornar el culte a la imatge mariana, és possible que els seus orígens es basen en els moviments de remots rituals agraris i guerrers originaris del Neolític.
Durant les festes patronals se celebren també la festivitat dels Moros i Cristians. L'Associació Cultural de Moros i Cristians, fundada en 1985, organitza la desfilada, que transcorre des de la zona poliesportiva fins als peus de les muralles a través del passeig marítim. En ella desfilen les diferents filaes, primer les cristianes i després les mores, acompanyades de les bandes de música dels municipis veïns. D'altra banda, també s'hi duen a terme altres tipus d'espectacles, com la disparada de diversos focs d'artifici i l'organització de bous al carrer.

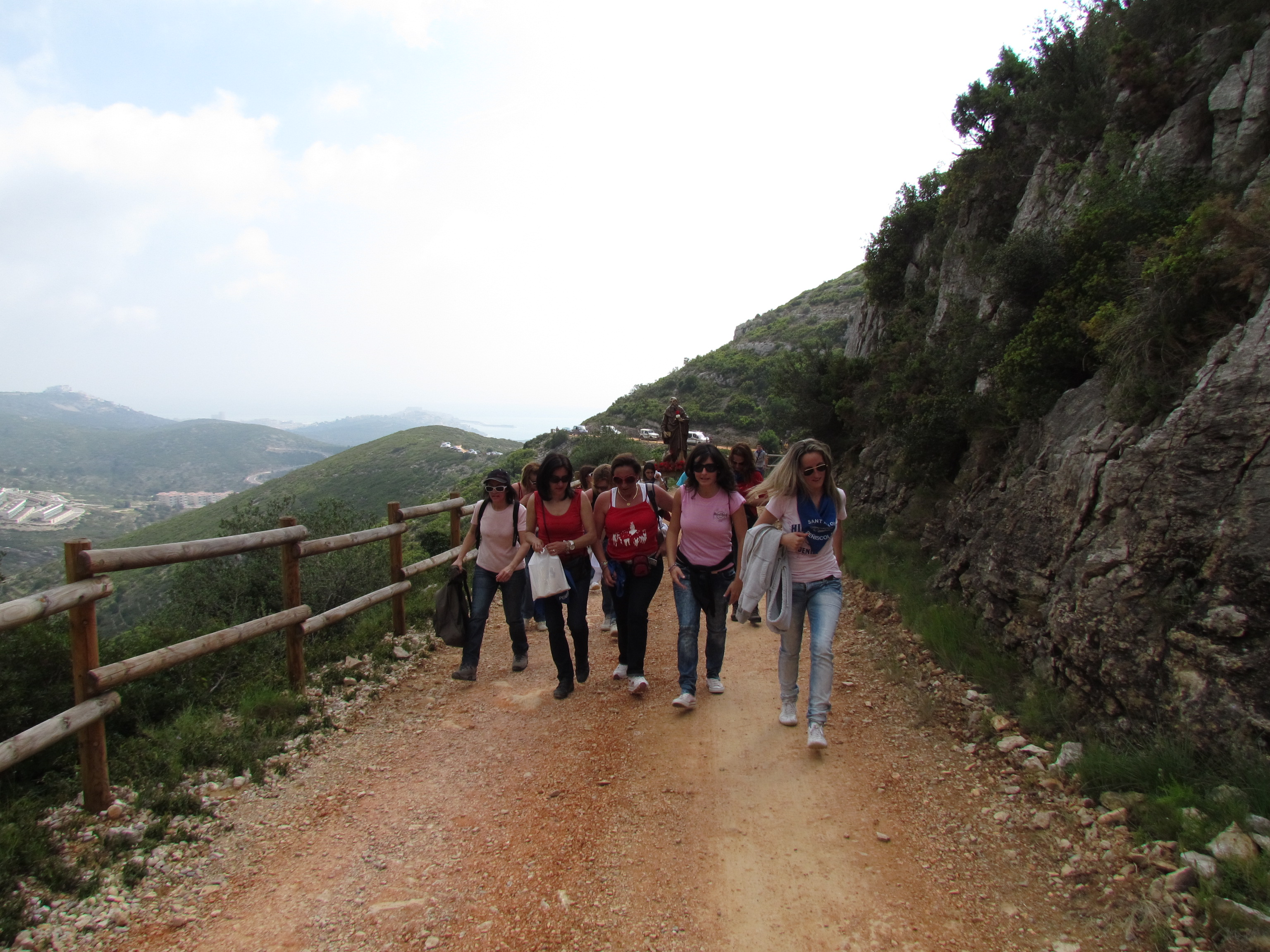
Arribada del sant a l'ermita de Sant Antoni, durant la romeria de 2011

#### Altres festivitats
- Festa de Sant Antoni Abad. El dia 17 de gener o el dissabte següent s'encén la foguera de Sant Antoni. Es realitzen una revetla popular i misses en honor del sant. Com és tradició, posteriorment es procedix a la benedicció dels animals. Ja de nit es fa la tradicional torrada d'aliments típics de la terra.[113]

- Carnestoltes. Els carnestoltes se celebren durant la segona quinzena de febrer, sempre procurant no coincidir amb els de la propera Vinaròs, i duren uns tres dies. Cercaviles, xarangues i gent disfressada són l'espectacle durant diversos dies.

- Romeria a l'ermita de Sant Antoni. El diumenge després del de Pasqua es fa una romeria a l'ermita de Sant Antoni a la serra d'Irta, on es realitzen actes lúdics com balls populars i dinars col·lectius durant tot el dia. La festivitat de Sant Antoni comença a les nou del matí amb una missa a la parròquia de Santa Maria, a la ciutat vella. Després surt una processó pels carrers, que acaba a la Plaça de Bous, i després d'una benedicció, la gent comença el romiatge fins a l'ermita a uns 4-5 km del nucli de població, passant per paratges com el Racó Calent i la Capelleta. Finalment s'arriba a l'ermita, on es fa una altra missa, a les onze del matí. En acabar esta comença el ball fins ben entrada la nit.

- Falles. Des de principis de la dècada del 2000, durant les vacances de Pasqua, tot i que la data és variable, es crema l'única falla de la ciutat.[114]

- Festa de Sant Pere. És el patró dels pescadors. La festa se celebra a l'entorn del 29 de juny, festa de Sant Pere. Es realitzen revetles populars i solta de vaquetes.

- Festa de Sant Isidre. És el patró dels llauradors. La festa se celebra al mes de maig. Igual que en la festivitat de Sant Pere, es realitzen revetles populars i solta de vaquilles.

- Mercat Medieval. Se celebra de Nadal cap a cap d'any a la Plaça de Santa Maria (popularment, «les escasseres») i carrers adjacents del nucli antic. Acompanyant al mercat se celebren diversos actes com cercaviles, representacions de teatre, exhibicions i venda de productes artesans, entre d'altres.

### Festivals

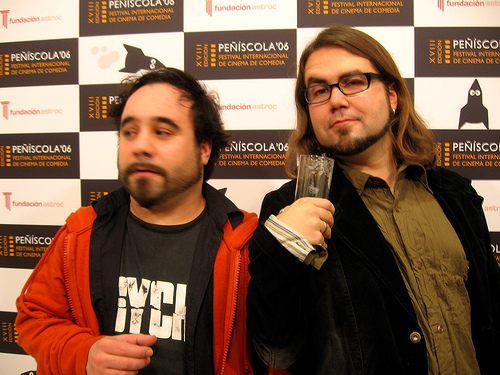
Assistents al Festival de Comèdia de Peníscola en l'edició de 2006

- Festival internacional de Jazz: Durant el mes de juliol se celebra este festival, on hi han actuat alguns grups i músics de jazz de renom com Bebo Valdés, Manhattan Transfer o Kenny Barron Trio. Durant una setmana s'oferixen actuacions en el Palau de Congressos de Peníscola i en altres espais del nucli antic de la ciutat, on tenen lloc actuacions a l'aire lliure. Durant el festival s'oferixen, a més, activitats paral·leles com exposicions o seminaris amb el jazz com a temàtica central.

- Festival Internacional de Música Antiga i Barroca. Està dedicat a la música antiga i barroca i se celebra cada any a principi d'agost. El festival és inaugurat amb un espectacle piromusical que té per marc el castell de Peníscola i el seu conjunt de muralles.[115] En 2008 es va fer la XIII edició del 2 al 12 d'agost, aplegant a més 2.000 espectadors.[116]

- Cicle de concerts de música clàssica Ciutat de Peníscola. Una altra de les cites anuals de la ciutat en el mar. En estos cicles, s'oferixen concerts de música clàssica en els quals participen músics consolidats a nivell nacional i internacional així com joves intèrprets. Els cicles s'inicien tots els anys amb la tradicional "Missa del Pescador". Se celebra a mitjan setembre en el Saló Gòtic del Castell.

- Festival internacional de guitarra d'Hondarribia-Peníscola. Durant la Setmana Santa, el Castell de Peníscola acull concerts de guitarra del cicle musical en els quals intèrprets de tot el món participen. Tenen lloc en les dos ciutats agermanades, Peníscola i Hondarribia.

- Festival de bandes de música. A la fi de juliol en el Parc d'Artilleria se celebra el tradicional concert anual d'agrupacions musicals organitzat per l'Associació Musical Verge de l'Ermitana en col·laboració amb l'Ajuntament de Peníscola.[117]

- Premi de relats breus "Ciutat de Peníscola". A l'inici de l'any es lliura el Premi de Relats breus «Ciutat de Peníscola», el jurat de la qual està compost per membres de la RAE, i al que es presenten obres procedents de més de 20 països.

- Festival internacional de cinema de comèdia de Peníscola: Este festival, traspassat des de la veïna localitat de Benicarló en la que es va celebrar durant alguns anys, va respondre a la implicació de Peníscola amb el món del cinema, ja que en esta ciutat s'han rodat 16 pel·lícules,[118] entre les quals destaquen Calabuch, de Luis García Berlanga o El Cid, amb Charlton Heston i Sophia Loren.[119] D'entrada lliure, se celebrava entre els mesos de maig i juny en el Palau de Congressos de Peníscola. Va ser una mostra cinematogràfica del gènere de comèdia que va comptar amb la presència dels actors més populars del setè art. Durant els dies del festival se celebraven cercaviles, passades de cinema, tallers, conferències i altres activitats gratuïtes adreçades a tots els públics. L'edició del 2008 va ser la darrera en celebrar-se per l'estancament del Festival en els darrers anys tot i els canvis successius d'organitzadors, sent substituït el 2009 per un Festival de Màgia.

- Festival de teatre clàssic Castell de Peníscola: Calderón de la Barca, Miguel de Cervantes, Valle-Inclán o Beaumarchais són alguns dels autors que es donen cita en este festival de teatre. El festival se celebra en els mesos de juliol i agost.

## Esports
Peníscola malgrat ser una ciutat que no arriba als 8.000 habitants, compta amb diverses entitats i instal·lacions esportives.

### Poliesportiu municipal Benet XIII
El poliesportiu municipal compta entre el seu equipament amb tres pistes de tennis, una pista poliesportiva, 2 frontons i una esplanada. Així mateix, compta dins del seu recinte amb el camp de futbol municipal Benet XIII, on disputa els seus partits l'equip de la ciutat, l'ACD Peníscola. De gespa artificial, ha sigut renovat diverses vegades, l'última en l'any 2010, quan es va ampliar la grada en la cara nord del camp per donar cabuda a més espectadors asseguts.

### Futbol
L'ACD Peníscola és l'equip de futbol de la ciutat. Fundat l'any 1970, compta amb un primer equip en Primera Regional valenciana i porta a terme una política basada en la pedrera del club: compta amb diversos equips en categories inferiors: un equip juvenil, cadet i infantil en futbol 11 i dos equips d'alevins, benjamins i prebenjamins en futbol 7. El seu actual president és Ramon Albiol Forner i disputa els seus partits al Camp de Futbol Benet XIII, al poliesportiu municipal.

### Futbol Sala
El Peníscola FS és l'actual representant de la ciutat en l'elit d'est esport. Fundat l'any 2000, actualment (temporada 2019/2020) milita en Primera Divisió de la Lliga espanyola de futbol sala (LNFS), la major categoria de futbol sala. L'any 2011, quan es va aconseguir l'ascens a segona divisió, va disputar els seus partits al Pavelló de Benicarló, fins a la temporada 2012/2013 que va aconseguir l'ascens a Primera Divisó. La temporada 2013/2014, amb l'homologació, va tornar a jugar al pavelló esportiu municipal de Peníscola, on està jungant fins a l'actualitat.

### Bàsquet
El Bàsquet Club Peníscola és l'actual representant de la ciutat en este esport. Refundat el 2007, competix el sènior en Regional. Disputa els seus partits al Pavelló Esportiu Municipal. Així mateix, des del 2005 anualment té lloc el torneig local de bàsquet 3x3, organitzat pel BC Peníscola.

### Handbol
L'Handbol Peníscola-Maestrat és l'equip d'handbol de la ciutat, que juga en categories autonòmiques. Disputa els seus encontres al Poliesportiu Municipal. El club organitza cada estiu el Torneig Internacional d'Handbol de Peníscola.

### Atletisme
L'atleta internacional peniscolà Daniel Anglés Ruiz ha obtingut diversos trofeus a escala estatal i europea. Així mateix, és internacional amb la selecció espanyola en la modalitat de llançament de pes i té la quina millor marca de tots els temps en Espanya d'esta modalitat. Amb el seu club, el Platges de Castelló, del qual és el capità, ha estat subcampió d'Europa i Campió de la Lliga Espanyola per clubs. En el seu currículum també destaquen medalles en campionats d'Espanya en categories inferiors i en el campionat nacional en la categoria absoluta, així com un tercer lloc en l'europeu en la categoria sub-23. En reconeixement de la seua trajectòria esportiva va ser nomenat mantenidor de les festes patronals el 2012.

## Accessos i transports

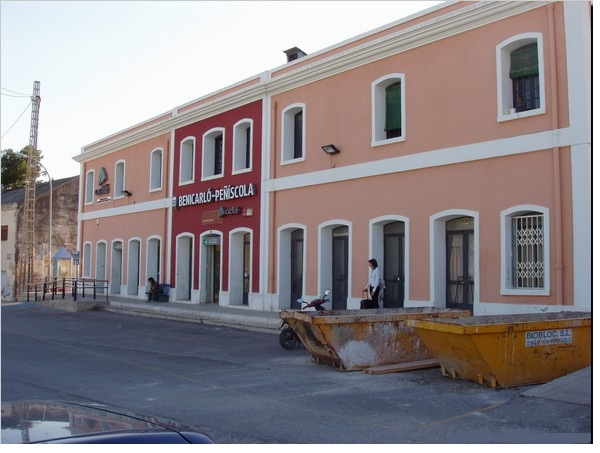
Façana exterior de l'Estació de Benicarló-Peníscola

### Transport públic
El transport públic es compon actualment de línies regulars d'autobusos gestionats per Autocars Hife. Durant l'estiu, entre el 23 de juny i el 30 de setembre de cada any, es posa en marxa el servei de transport urbà de Peníscola, en el qual hi ha dos línies en funcionament: la primera fa el recorregut Plaça Constitució - Font Nova i la segona Plaça Constitució - Avinguda Estació. També existix una línia regular d'autobús entre Peníscola i els dos municipis veïns, Benicarló i Vinaròs, que, des del 2021, la gestiona la Generalitat Valenciana
També existix una xarxa de carril bici d'uns 10 km que unix Peníscola amb Benicarló per l'interior, vorejant la Marjal de Peníscola, tot i que el seu elevat nombre de stops (103) dificulta la circulació de les bicicletes per ella.

### Tren
L'estació de trens més propera és l'Estació de Benicarló-Peníscola, a 7 quilòmetres del municipi, en terme municipal de Benicarló. Va ser inaugurada l'any 1865, i a partir de 1941, arran de la nacionalització del ferrocarril a tot l'estat, va passar a ser gestionada per RENFE. Actualment compta amb parades de trens de llarga distància com Intercity, Alvia i Talgo, així com de mitjana distància.

### Aeroports
Els aeroports més propers són l'Aeroport de Castelló, a 50 quilòmetres, el de Reus, a 135 quilòmetres, i el de València, a 149 quilòmetres.

### Accessos
Des del nord s'accedix a Peníscola mitjançant la sortida de l'autopista AP-7 número 43 de Peníscola-Benicarló, al km. 365 de l'autopista. A esta altura, s'ix i es pren la carretera N-340 fins a l'encreuament amb la CV-141. Des d'ací, tan sols hem de seguir la carretera que ens conduïx directament a Peníscola. Des del sud s'accedix des de la sortida número 43 de l'autopista AP-7. Una vegada en la sortida 43 d'esta autopista, se seguix el mateix recorregut anterior.

## Fills il·lustres

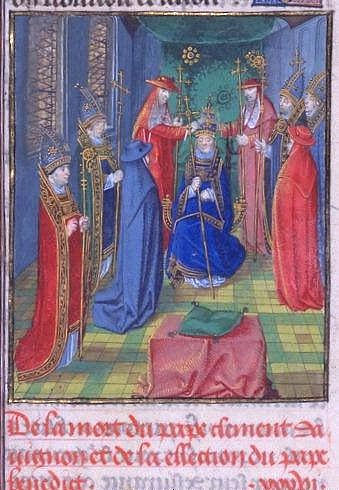
Consagració de Benet XIII. Avinyó, 28 de setembre de 1394.

- Muhàmmad ibn Mardanix (Peníscola, 1124 - Múrcia, març de 1172), conegut pels cristians com el Rei Llop. A la fi del domini almoràvit es va autoproclamar emir independent de Mursiyya, Balansiyya i al-Mariyya, convertint-se en dominador efectiu de tot Xarq al-Àndalus entre els anys 1147 i 1172. Es va oposar a la conquesta almohade i estos no van aconseguir conquerir els seus dominis fins a la seua mort. La seua dinastia regnaria a Xarq al-Àndalus fins a la conquesta cristiana.
- Alí Albatà, (Peníscola, s.XII-XIII). Poeta i diplomàtic que va negociar la rendició de la ciutat de València l'any 1238.
- Berenguer de Cardona (? - Peníscola, 1296), va ser Mestre General de l'orde del Temple a la Corona d'Aragó. Secundant les revoltes nobiliàries comandades pel vescomte Ramon Folc V de Cardona, cosí germà seu, es negà a participar en la guerra d'ajut a Castella contra Granada i fou desposseït dels seus feus per Jaume I (1274). Aquell mateix any signà els pactes d'Àger contra l'autoritat reial. Fou un dels ostatges per a garantir l'entrevista a la Jonquera-Panissars entre Alfons II d'Aragó i Carles II d'Anjou el 1290. Fou mitjancer entre Jaume el Just i el noble Artal IV d'Alagón durant la seua trobada el 1293. El 1294 fou nomenat alcaid dels cristians de Tunis, i renuncià en nom del Temple als drets de l'orde sobre Tortosa i Fraga a canvi d'obtindre els dominis de Peníscola i altres heretatges. Va fer construir l'actual castell de Peníscola, on va morir.[137]
- Benet XIII, Pedro Martínez de Luna, el Papa Luna (Illueca, 1328 - Peníscola, 1423). Un dels protagonistes del Cisma d'Occident, en fugir d'Avinyó va triar el castell de Peníscola com a seu pontifícia, fins a la seua mort.
- Climent VIII, Gil Sánchez Muñoz (Terol, 1370 - Mallorca, 1446). Successor de Benet XIII, darrer papa de l'obediència d'Avinyó. Va residir al castell de Peníscola, fins a la seua abdicació a l'església de Sant Mateu del Maestrat, el 26 de juliol de 1429, posant fi al Cisma d'Occident. Martí V el va nomenar bisbe de Mallorca on va viure fins a la seua mort.
- Jaume Sanz, "Lo russo", (segona meitat segle xix, Peníscola) filantrop i mecenes local. Va fer fortuna treballant de sastre a la cort del tsar Alexandre II de Rússia i va tornar a Peníscola, on va realitzar una important tasca social construint les primeres escoles del poble,[138] que fins a l'actualitat porta el seu nom. Segons la tradició oral, va fer construir una casa per allotjar a la seua filla malalta davant la platja del Russo, a la qual va acabar donant nom.[138]
- José Escudé Claramunt (Peníscola, 1843 - Varese, Llombardia, 1909), militar carlí. Durant la Tercera guerra carlina va lluitar contra els liberals que donaven suport a Alfons XII arreu del País Valencià i Catalunya junt a les tropes carlines, on va ascendir al rang de capità.
- Josep Melià, "Pigmalion" (Cabanyal, 1882 - Peníscola, 1974). Poeta i astrònom, també secretari de Vicent Blasco Ibáñez. Va planificar el viatge de l'escriptor a la ciutat. Les seues restes mortals són al cementiri de Peníscola per petició expressa al seu testament. Va llegar la seua extensa biblioteca, més de 9.000 títols, a l'Ajuntament de Peníscola.[139]
- Alfred Ayza Roca (Peníscola, 1941 - 2003). Filòleg, escriptor i catedràtic d'anglés. Va ser nomenat fill predilecte de la ciutat a títol pòstum en setembre de 2003.[140] Compta amb diverses obres, la principal de les quals és El món mariner de Peníscola, un volum de dues obres on recull la història, cultura i tradicions del municipi. Amic íntim de l'intel·lectual Manuel Sanchis Guarner, va ser el primer secretari, a part d'acadèmic, de l'Acadèmia Valenciana de la Llengua (AVL). L'únic institut del municipi és portador del seu nom.[141]